# Русские витязи
«Ру́сские ви́тязи» — авиационная группа высшего пилотажа Военно-воздушных сил России.
Обладатель ряда мировых рекордов. Была сформирована 5 апреля 1991 года на базе 1-й авиационной эскадрильи 234-го гвардейского Проскуровского смешанного авиационного полка 16-й воздушной армии, базировавшегося на подмосковном аэродроме Кубинка. Ныне 237-й Центр показа авиационной техники. До конца 2016 года выполняли групповой и одиночный пилотаж на многоцелевых высокоманевренных истребителях Су-27П и Су-27УБ; в октябре 2016 года группа начала эксплуатацию новых самолётов Су-30СМ; в 2019—2020 гг. получены новые самолёты Су-35С, они поступили в распоряжение авиагруппы 13 ноября 2019 года и 8 июля 2020 года. В текущий момент пилотажная группа «Русские витязи» эксплуатируют два типа истребителей — Су-30СМ и Су-35С, которые являются новейшими российскими многофункциональными сверхманевренными истребителями.
Уникальность группы состоит в том, что это единственная пилотажная команда в мире, выполняющая групповой высший пилотаж на самолётах класса «тяжёлый истребитель», а также в том, что истребители являются серийными образцами. Группа является неизменным участником всех российских и многих зарубежных авиасалонов.

## История группы
Авиационная база ВВС Кубинка (ЦПАТ, Центр показа авиационной техники), расположенная в 60 км к западу от Москвы, известна и в России, и за границей. В течение многих лет лётчики с авиабазы Кубинка участвовали в многочисленных парадах боевой авиации. Технический персонал и лётчики авиабазы одними из первых стали осваивать новые типы реактивных самолётов. В настоящее время авиабаза Кубинка известна как лучшая школа высшего пилотажа в России. Здесь базируются группы высшего пилотажа «Русские витязи» и «Стрижи». Кубинка сегодня является одной из крупнейших авиабаз ВВС в московской области.

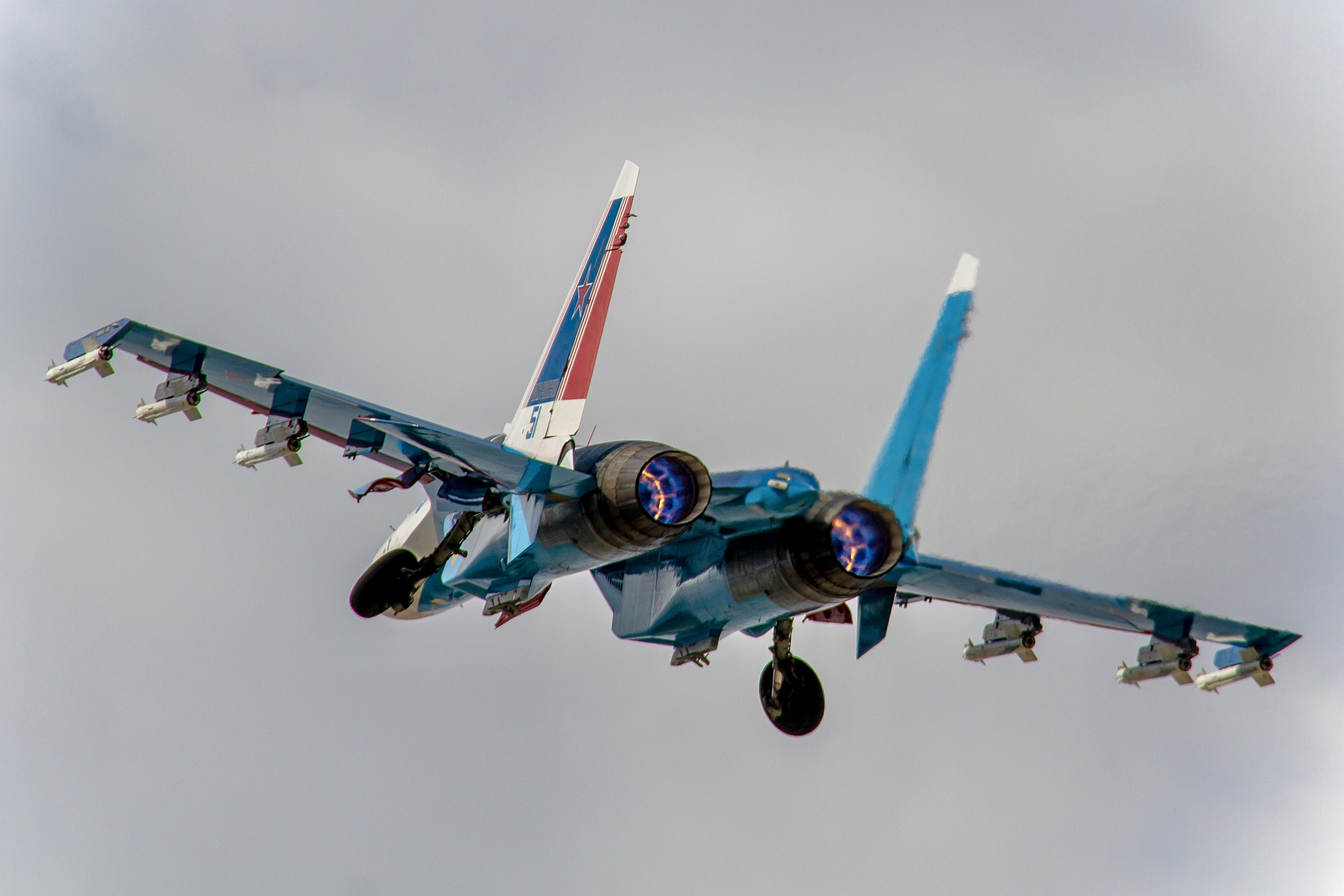
Су-35С "Русских Витязей" с ракетами Р-73

С 1938 года — 11-й и 24-й авиаполки. С аэродрома Кубинка лётчики Красной Армии защищали небо Москвы в годы Великой Отечественной войны. После окончания войны здесь дислоцировалась 324-я Свирская Краснознаменная истребительная авиадивизия. В ноябре 1950 года дивизия в полном составе была переброшена в Корею, а её место заняла 9-я истребительная авиадивизия. С 1952 года в Кубинке базируется 234-й Истребительный Авиационный Полк — предшественник нынешнего 237-го Центра показа авиационной техники.

### Начало полётов
В послевоенные годы лётчики Кубинки летали на истребителях ОКБ Микояна — самолётах МиГ-15, МиГ-17, МиГ-19, МиГ-21, МиГ-23 и МиГ-29. В мае 1989 года на вооружение 1-й авиационной эскадрильи 234-го гвардейского Проскуровского истребительного авиационного полка поступили истребители Су-27. Вскоре были выполнены первые тренировочные полёты в составе пары, тройки, а затем и четвёрки самолётов. Новые самолёты были более сложны в групповом пилотировании из-за больших размеров, массы, инертности.
В начале 1991 года был окончательно сформирован состав пилотажной группы из шести самолётов, а 5 апреля того же года была официально основана пилотажная группа, получившая название «Русские витязи». Самолёты Су-27 окрашены в цвета государственного флага России.

## Выступления
В сентябре 1991 года состоялся визит группы в Великобританию, где «Русские витязи» были в качестве гостей пилотажной эскадрильи «Красные стрелы» из Центральной лётной школы Королевских ВВС Великобритании в Скэмптоне, участвовали в авиашоу в Лукарсе. Группа прошла строем над резиденцией Королевы в Шотландии. За ним последовали показы в других странах, на разных континентах. Состоялось два визита в США. Также были выступления в Канаде во Франции, в Голландии, в Словакии, в Норвегии, в Бельгии, в Люксембурге и в ОАЭ

### Катастрофа в Камрани
После возвращения с авиасалона в Малайзии, состоявшегося в декабре 1995 года, 12 декабря при заходе на посадку для дозаправки топливом на вьетнамском аэродроме Камрань, из-за неудовлетворительной организации полётов в сложных метеоусловиях, столкнулись с горой три истребителя «Русских витязей». Эта трагедия привела к гибели четырёх лётчиков пилотажной группы:
- гвардии полковник Борис Григорьев,
- гвардии подполковник Николай Гречанов,
- гвардии подполковник Николай Кордюков,
- гвардии подполковник Александр Сыровой.

Погибшие были похоронены на кладбище села Никольское, вблизи Кубинки. В октябре 1996 года на могиле погибших «Русских витязей» открыт памятник.

### Полёты после трагедии в Камрани
В течение почти года эскадрилья не поднималась в воздух. Шёл процесс сплочения нового коллектива лётчиков. Вновь слётанный ромб на четвёрке Су-27 впервые публично показал групповой пилотаж в сентябре 1996 года на гидроавиасалоне «Геленджик-96». С июня 1997 года лётчики начали выполнять демонстрационные полёты за границей. 

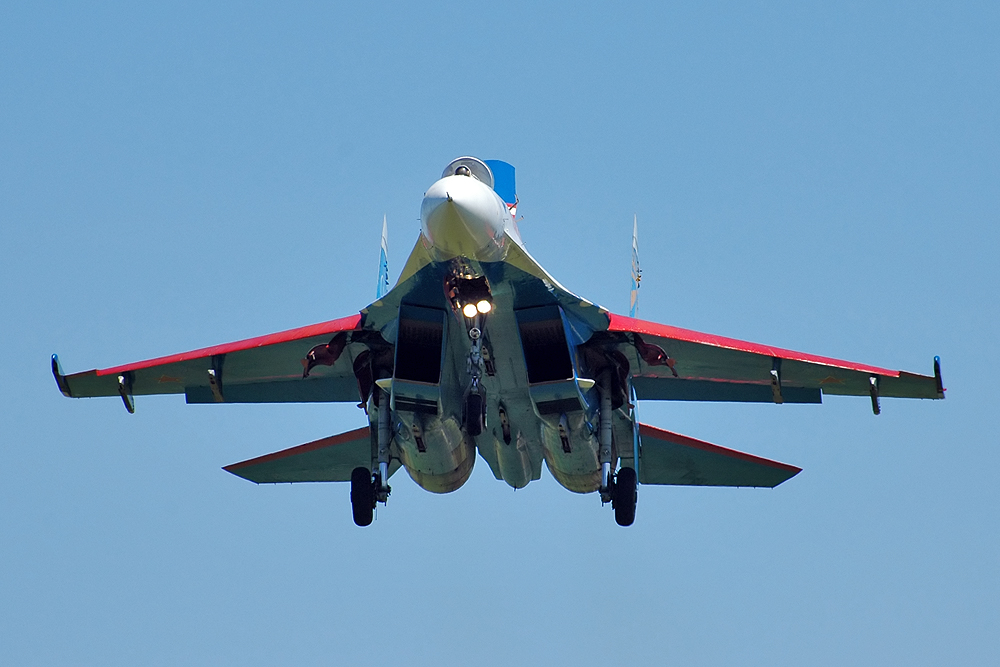
Су-27 «Русских витязей»

Первым городом, который посетила пилотажная группа «Русские витязи» стал австрийский Цельтвег, затем эскадрилья выступила в столице Словакии — Братиславе. В сентябре 1997 года группа посетила с дружественным визитом Францию, где принимала участие в праздновании 55-летия полка «Нормандия-Неман». Во время празднования 850-летия Москвы «Русские витязи» в ночном небе столицы открывали лазерное шоу Жана-Мишеля Жарра.

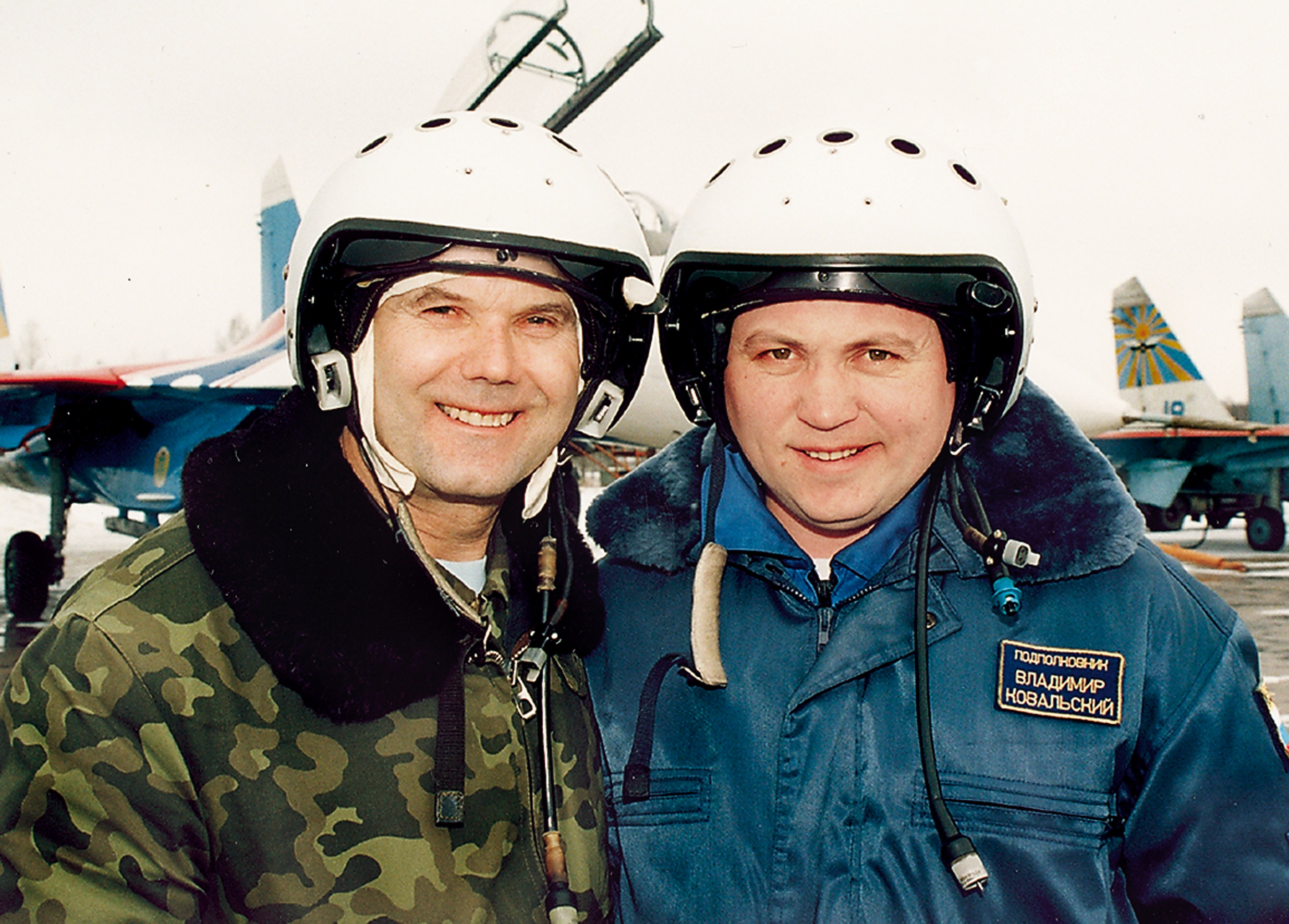
1999 г. Генерал авиации Павел Кузнецов и подполковник Владимир Ковальский после тренировочного полёта.

В ноябре 1998 года группа приняла участие в авиасалоне «Чжухай-98» в Китае. «витязи» выступали в составе пяти самолётов, которые пилотировали Александр Личкун, Владимир Ковальский, Сергей Климов, Игорь Ткаченко и Иван Кирсанов. Навигационные задачи при полёте по международным воздушным трассам решал старший штурман 237 ЦПАТ полковник Сергей Фомин.
В 1999—2000 годах выполнялись многочисленные показы в городах России, и в конце 2000 года состоялся повторный визит в Китай. Пилотаж в этот период выполнялся в составе шести самолётов Су-27. С комплексом одиночного пилотажа выступали Игорь Ткаченко и Эдуард Жуковец. В начале 2001 года группу возглавил Сергей Климов. Ведомая им пятёрка выступала на различных авиашоу, в том числе на МАКС-2001. В мае 2002 года от тяжёлой болезни Сергей Климов умер и группу возглавил Игорь Ткаченко.

## Хронология

### 2002 год
К концу 2002 года группу пополнили новые лётчики и начал летать «обновлённый» ромб, в состав которого вошли Игорь Шпак и Олег Ряполов. 10 декабря «Русские витязи» выполнили первый демонстрационный полёт в новом составе на авиабазе в Кубинке перед делегацией из США. В этом же году группа успела отлетать на гидроавиасалоне «Геленджик-2002» выступив парой с комплексом синхронного и встречного пилотажа. Этот пилотаж выполнили наиболее подготовленные лётчики Игорь Ткаченко и Дмитрий Хачковский.

### 2003 год

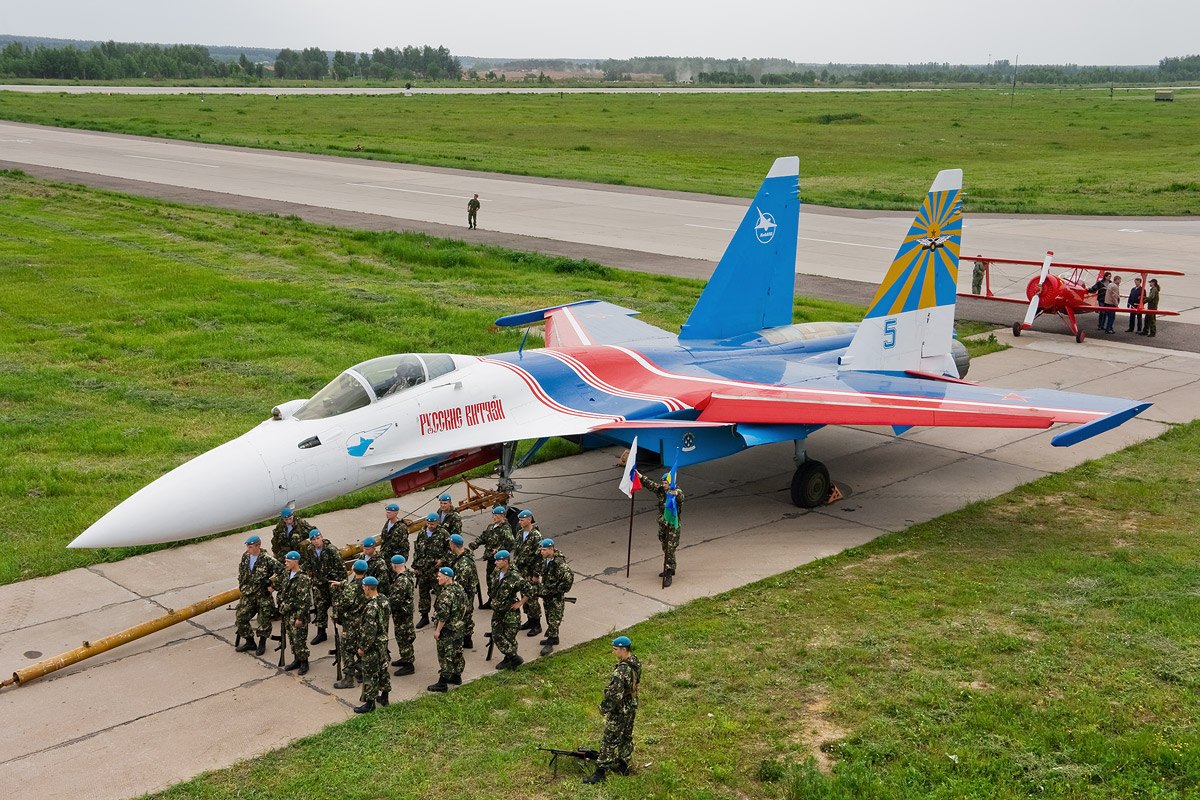
Су-27М в окраске "Русских Витязей"

В конце июля 2003 года в состав АГВП «Русские витязи» были переданы пять самолётов Су-27М в парадной окраске. Ещё в апреле 2003 года лётчики выполнили практическое переучивание на этот самолёт. Однако группа на них не выступает на публичных мероприятиях.
К 65-летию образования 237-го гвардейского Центра Показа авиационной техники в марте [2003 года четвёрка «Русских витязей» совместно с пилотажной группой «Стрижи» выполнила полёт в едином строю в составе десяти самолётов. 12 июня 2003 года в день России «десятка» прошла над Красной площадью. После этого четвёрка «витязей» выступила на первом международном военно-морском салоне в Санкт-Петербурге.

### 2004 год
В 2004 году в комплекс демонстрационных показов был включён совместный полёт пилотажных групп «Русские витязи» и «Стрижи» в составе девяти самолётов (5 Су-27 и 4 МиГ-29) в строю «ромб» с выполнением полного комплекса фигур высшего пилотажа. Этот факт является мировым рекордом в истории авиации. Далее следовали выступления на различных авиашоу, в том числе и Фестиваль пилотажных групп в Жуковском, «Асы второй мировой войны» в Монино, гидроавиасалон в Геленджике.

### 2005 год
В январе 2005 года впервые группа выполнила визит на Аравийский полуостров в ОАЭ на авиашоу «Аль Эйн-2005».
В 2005 году должно было состояться представление, к которому группа готовилась почти год. 9 мая, в ознаменование 60-летия Победы в Великой Отечественной войне, «Русские витязи» совместно со «Стрижами» в составе девяти самолётов выполнили исторический пролёт над Красной площадью. Затем в течение недели группа перебазировалась за полярный круг в город Дудинка и выполнила воздушный показ.
Также в течение трёх месяцев «Русские витязи» выполнили демонстрационные показы в Санкт-Петербурге, Казани, в городах Череповец и Вологда. Группа приняла участие в авиасалоне МАКС-2005. Осенью путь группы снова лежал в Заполярье на полуостров Ямал в город Салехард, после этого в город Ахтубинск.

### 2006 год

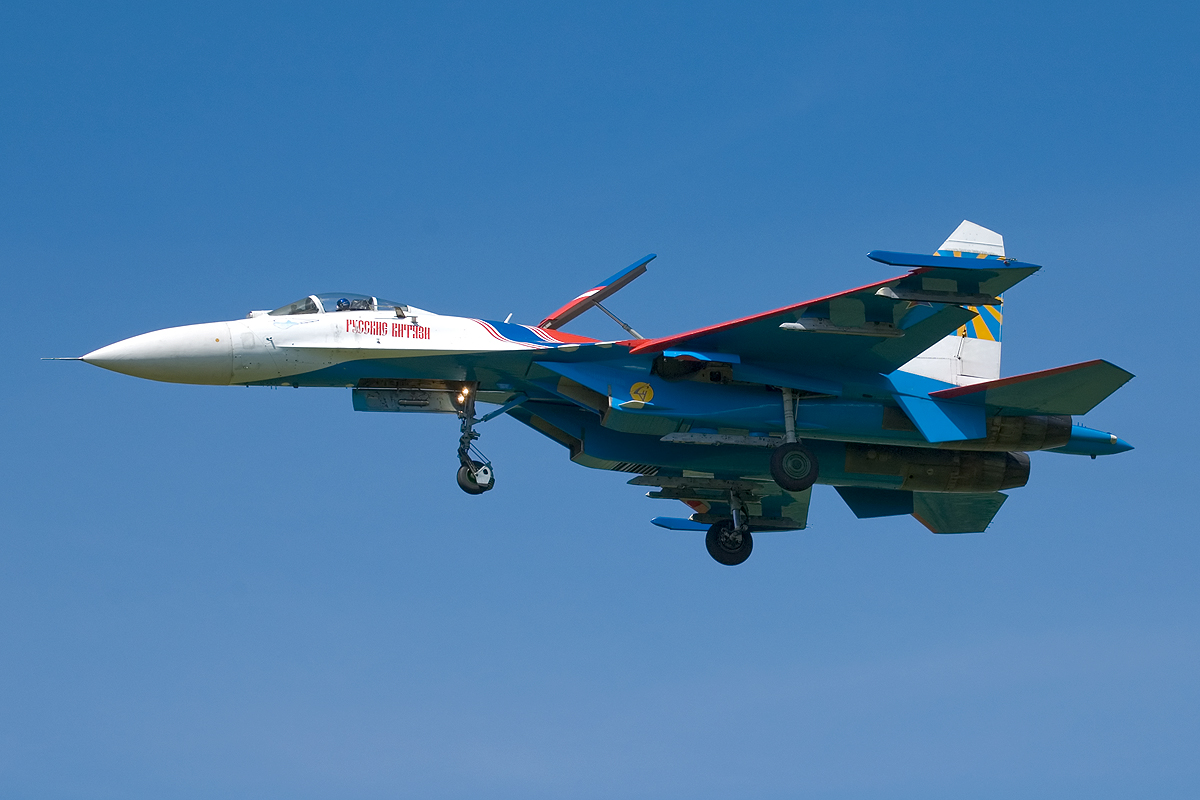
Су-27 с выпущенными шасси и тормозным щитком

В начале 2006 года состоялся повторный визит в ОАЭ, где в небе Аравийской пустыни группа, продемонстрировав высший пилотаж и показав высокие лётные возможности самолёта Су-27, заняла первое место в классе группового пилотажа на реактивных самолётах. «Русские витязи» выступили с новой программой, в которую вошли групповые вращения вокруг продольной оси в пилотажном порядке «Клин», такие как двойной боевой разворот, «ухо» и «бочка».
В этом же году в марте и ноябре состоялись визиты в Китай, где «Русские витязи» открывали год России в Китае и участвовали в международном авиакосмическом салоне «Чжухай-2006».
5 апреля 2006 года пилотажная группа отметила своё 15-летие воздушным показом на родном аэродроме в Кубинке.

### 2007 год
Спустя два года, 9 мая 2007 года был выполнен похожий пролёт в совместном строю с пилотажной группой «Стрижи» в составе девяти самолётов. В конце апреля «Русские витязи» совершили полёт в Белоруссию на юбилей авиабазы в городе Барановичи. Также в этом году были выполнены воздушные показы в городе Хабаровск и на гидроавиасалоне в Геленджике, где на открытии салона группа летала в составе 6 самолётов. Демонстрационные полёты проходили по всей России, включая такие города как Ростов-на-Дону, Пушкин, Санкт-Петербург, Монино, Ханты-Мансийск и Сургут.
Летом «Русские витязи» выступили на авиасалоне МАКС-2007. На этом показе впервые в истории мировой авиации была выполнена горизонтальная «бочка» в составе 9 боевых самолётов.

### 2008 год
Весной 2008 года были выполнены совместные и сольные выступления «Русских витязей» и «Стрижей» на авиабазе в Кубинке, пролёт девяткой самолётов совместно со «Стрижами» во время воздушной части парада Победы над Красной площадью, беспосадочное выступление пятёрки самолётов в Саранске и Пензе, а также первое выступление в Новосибирске на закрытии чемпионата мира по высшему пилотажу на Як-52. В программе зарубежных показов группы значилось выступление в финляндском городе Каухава.

### 2009 год
По традиции, 9 мая был произведён пролёт совместно со «Стрижами» над Красной площадью во время воздушной части парада Победы, а также выступление «Русских витязей» на фестивале Нашествие 2009.

### Гибель Игоря Ткаченко
При выполнении генеральной репетиции к авиасалону МАКС-2009 16 августа 2009 года в районе аэродрома «Раменское» столкнулись два самолёта Су-27 из состава авиагруппы. Погиб один из пилотов — командир пилотажной группы «Русские витязи» Игорь Валентинович Ткаченко.

Два самолёта Су-27 столкнулись при манёвре после роспуска группы и упали на землю
. Два пилота успели катапультироваться, Игорь Ткаченко погиб, так как у его кресла-катапульты не раскрылся парашют. Кроме того, один из самолётов упал на дачный посёлок, отчего сгорело три дома; позднее от ожогов скончалась одна из жительниц посёлка.
Игорь Ткаченко за мужество и героизм, проявленные при исполнении воинского долга, получил посмертно высшую государственную награду — к которой представлялся ещё при жизни. Выступление пилотажной группы на авиасалоне ограничилось непродолжительным проходом перед зрителями в составе ромба; таким образом пилоты почтили память своего командира.
Несмотря на трагедию, все остальные показательные полёты (в том числе первый публичный вылет нового лайнера «Сухой Суперджет-100») состоялись, как и было запланировано.

### 2010 год
9 мая группа пролетела над Красной площадью совместно со «Стрижами» во время воздушной части парада Победы. Также группа приняла участие в выступлении в честь 90-летия И. Н. Кожедуба на авиабазе Кубинка, выступила на фестивале «Нашествие-2010» в Тверской области. 4 сентября «Русские витязи» продемонстрировали высший пилотаж в небе над Волгоградом, на авиашоу в честь 100-летия Качинского высшего военного авиационного училища.

### 2011 год

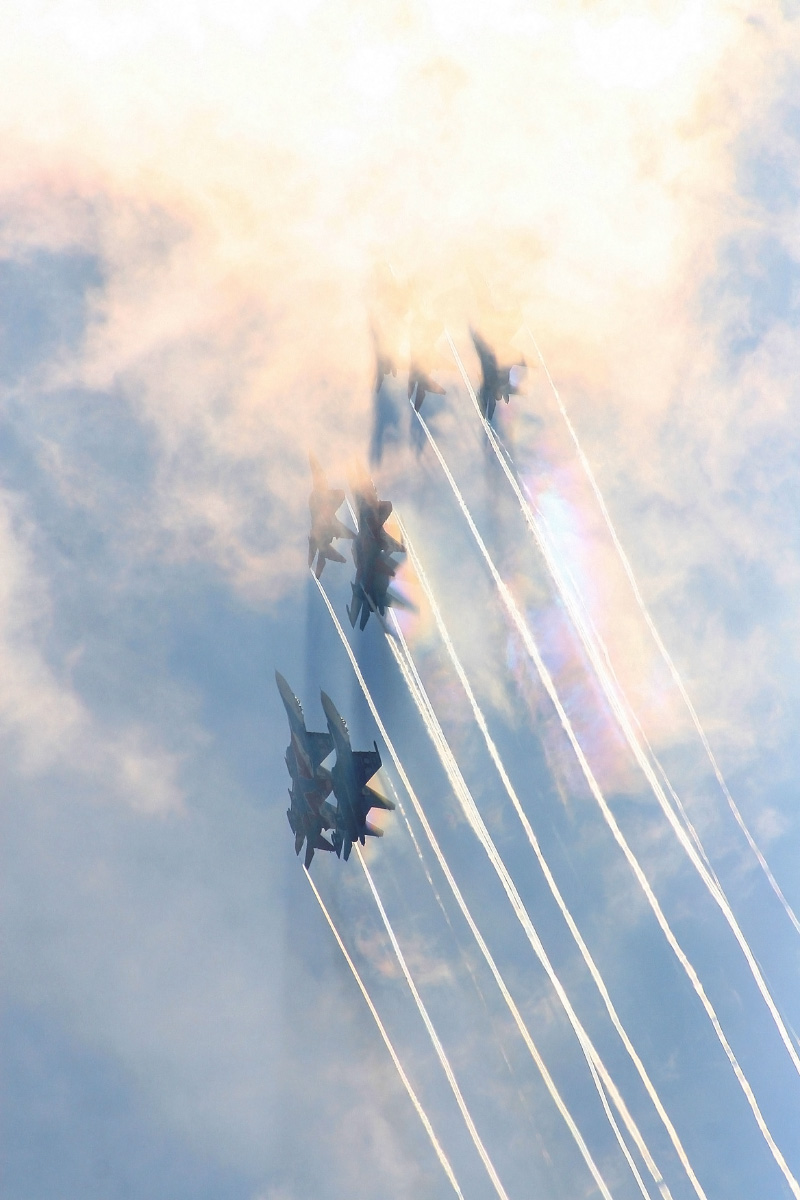
Групповой пилотаж Стрижей и Русских витязей на авиасалоне МАКС.

В начале июня 2011 года появилась информация о том, что пилотажная группа будет расформирована.
9 августа 2011 года Главком ВВС Александр Зелин официально заявил, что пилотажную группу «Русские витязи» «никто не пытается и не пытался упразднить».

### 2012 год
С 21 по 24 января группа участвовала в международном авиасалоне в Бахрейне в составе 4 истребителей.
В начале мая группа совместно со «Стрижами» должна была принимать участие в выставке KADEX-2012 в Астане. Визит, однако, был сорван по неизвестным причинам, несмотря на имеющиеся международные договорённости и длительную подготовку. «Стрижи» успели вылететь из Кубинки и 28 апреля остановились в Челябинске; «Русские витязи» же вовсе остались на базе. В запланированные дни команду на вылет за границу лётчики так и не получили. 5 мая «Стрижи» перелетели обратно в Кубинку.
2 июня «Русские витязи» в составе ромба в сложных метеоусловиях провели показ на праздновании 70-летия 1 Ленинградского Краснознаменного командования ВВС и ПВО над аэродромом Пушкин Ленинградской области.
Запланировано участие группы в праздновании 100-летия российских ВВС в августе 2012 года.
5 августа группа выполнила показ пятью самолётами в Белгороде. Так же в посёлке Борисовка (40 км от Белгорода) в честь 100-летия Военно-Воздушных Сил России и в память о лётчиках группы Климове и Сыровом (оба родом из Борисовского района) был установлен истребитель Су-27 в окраске «Русские витязи».
В июле планировалось выступление «Русских витязей» на авиашоу в Фарнборо. Однако из-за отсутствия необходимой разрешительной документации Федеральной службы по военно-техническому сотрудничеству на вывоз авиатехники группа не смогла покинуть территорию России.
2 сентября: показательное шоу на дне города Ноябрьск.
6 и 9 сентября: показательное выступление на открытии и закрытии Гидроавиасалона-2012 в Геленджике.
15 сентября: Показательное выступление в Волгограде в честь 100-летия Военно-воздушных сил России.

### 2013 год
19 апреля прошли совместные показательные выступления «Русских витязей» и «Стрижей» на авиабазе в Кубинке в честь 75-летия Центра показа авиатехники.
4 и 7 июля прошли совместные показательные выступления «Русских витязей» и «Стрижей» на открытии и закрытии VI Международного военно-морского салона в Санкт-Петербурге.
28 июля группа выступила на Дне Военно-Морского Флота в Балтийске,Калининградская область
С 27 августа по 1 сентября группа выступала в рамках авиасалона МАКС-2013.
25 сентября прошли выступления пилотажной группы «Русь» над Смоленском в честь празднования 1150-летия и 70-й годовщины освобождения Смоленщины.
25 октября состоялось выступление на авиабазе Кант.

### 2014 год
9 мая: авиационные группы высшего пилотажа «Стрижи» (четвёрка МиГ-29) и «Русские витязи» (пятерка Су-27) продемонстрировали над Севастопольской бухтой вечернюю лётную программу.
6 июля: показательные выступления «Русских витязей» в рамках международного фестиваля «Студенческая весна стран Шанхайской организации сотрудничества» прошли над аэродромом Каштак в Чите.
27 июля состоялись показательные выступления четвёрки «Русских витязей» на авиашоу под Новосибирском.
9 августа состоялись показательные выступления пилотажной группы в рамках празднования 75-летнего юбилея У-УАЗ.
Запланированные на 30—31 августа и 6—7 сентября выступления «Русских витязей» на авиашоу в честь 100-летия швейцарской авиации в Пайерне были отменены.

### 2015 год

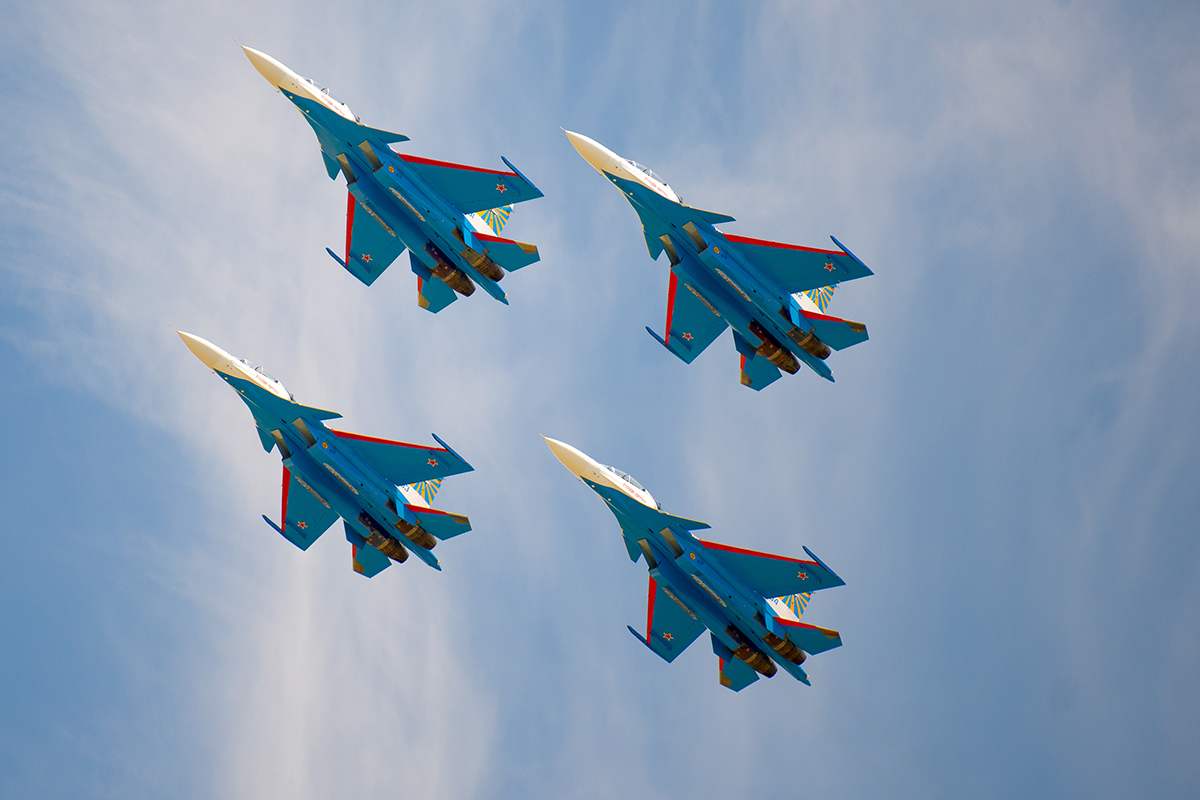
«Русские витязи» на Су-30СМ на открытии выставки LIMA’2017 в Малайзии, 21 марта 2017

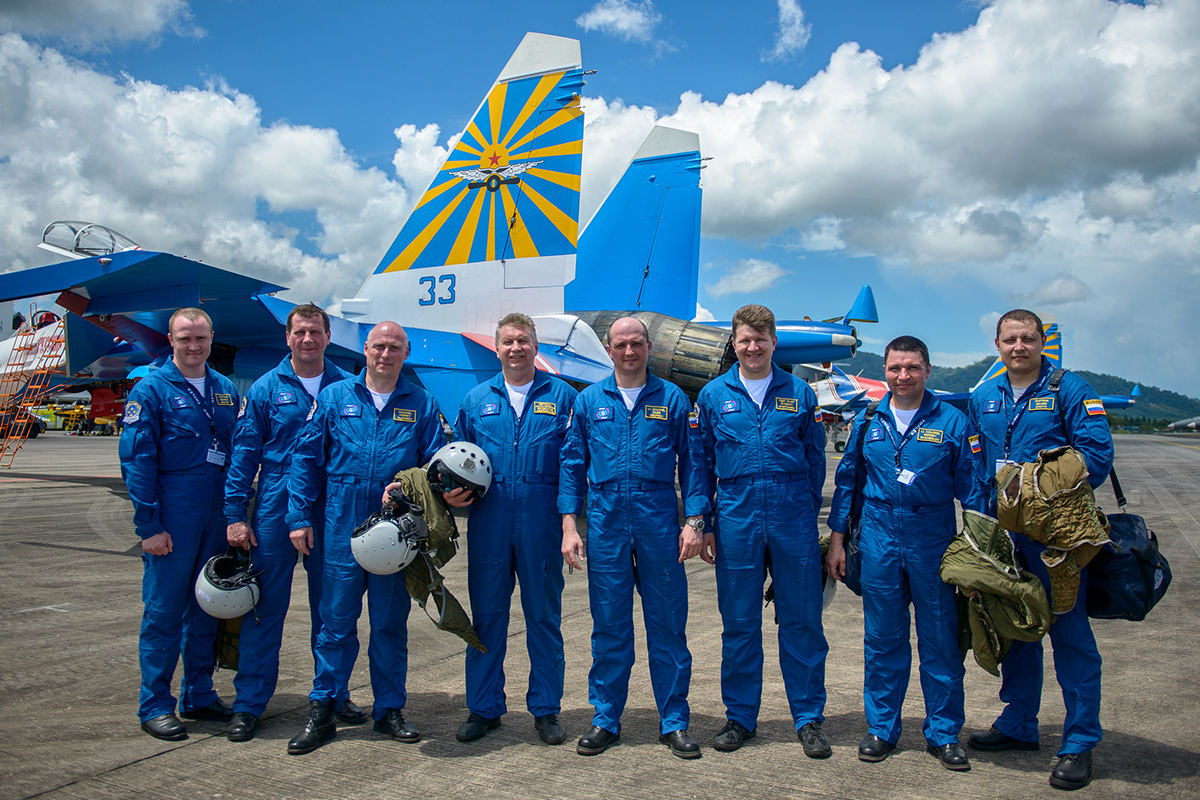
Пилоты группы на открытии выставки LIMA’2017 в Малайзии, 21 марта 2017

14 марта — выступление «Русских витязей» в Калуге в честь 70-й годовщины Победы в Великой Отечественной войне.
21 марта — выступление «Русских витязей» в Ростове-на-Дону на акции «Военная служба по контракту — Твой выбор!».
25 апреля — группа в полном составе выступила в Санкт-Петербурге на акции «Военная служба по контракту — Твой выбор!».
9 мая — пролёт над Красной площадью в составе авиационной части Парада Победы. Выполнение фигуры «Ку́бинский бриллиант» совместно с пилотажной группой «Стрижи».
12 июня — выступление «Русских витязей» в Архангельске, приуроченное к празднованию Дня России.
2 и 5 июля прошли показательные выступления пилотажных групп «Русские витязи», «Стрижи» и «Русь» на открытии и закрытии VII Международного военно-морского салона в Санкт-Петербурге.
22 августа — выступление «Русских витязей» в Самаре на акции «Военная служба по контракту — Твой выбор!», совпавшим с праздником Российского флага.

### 2016 год
19 марта выступление в Омске на акции «Военная служба по контракту — Твой выбор!» собрало более 100 тысяч зрителей.
21 мая самолёт Су-27 пилотажной группы «Русские витязи» под управлением лётчика Андрея Алексеева прошёл уникальным единым строем с вертолётами Ми-28 пилотажной группы «Беркуты». Уникальный проход был выполнен в небе над Кубинкой во время совместного юбилея пилотажных групп «Стрижи» и «Русские витязи».
27 августа выступление на авиасалоне «Авиарегион-2016» в Ярославле, посвященного 55-летию полета Юрия Алексеевича Гагарина в космос.
5 июня 2016 года выступление в Севастополе на конкурсе боевых лётчиков «Авиадартс-2016».
9 июня 2016 года самолёт Су-27 из состава «Русских витязей» потерпел крушение в двух километрах от подмосковной деревни Мураново, пилот гвардии майор Сергей Ерёменко погиб. Жертв и разрушений на земле нет.
6—10 сентября 2016 года группа провела ряд выступлений на Международном военно-техническом форуме «Армия-2016».
14 октября 2016 года пилотажная группа «Русские витязи» получила от корпорации «Иркут» четыре сверхманёвренных истребителя Су-30СМ.
30 ноября 2016 года пилотажная группа «Русские витязи» получила вторую партию из четырёх истребителей Су-30СМ.

### 2017 год
21 марта 2017 года состоялось выступление пилотажной группы «Русские витязи» на 14-й Международной выставке авиационно-космической и военно-морской техники LIMA’2017 (Малайзия). Впервые выступление группы проводилось на истребителях Су-30СМ.
В июле 2017 года группа выступала на МАКС.
В августе 2017 года группа выступала в рамках МВТФ «Армия-2017».
21 октября 2017 года состоялось выступление пилотажной группы «Русские витязи» в Ижевске в рамках акции «Военная служба по контракту», Выступление группы проводилось на истребителях Су-30СМ.

### 2018 год
С 21 по 26 августа 2018 года «Русские витязи» выступали на военно-техническом форуме «Армия-2018».
6 октября 2018 года состоялось выступление пилотажной группы «Русские витязи» в Красноярске в рамках акции «Военная служба по контракту», Выступление группы проводилось на истребителях Су-30СМ.
9 октября 2018 года вступление в Темрюке, Краснодарского края в честь празднования 75 лет со дня освобождения от немецко-фашистских захватчиков.
С 14 по 16 ноября 2018 года — демонстрационные полёты на истребителях Су-30СМ на Международном авиасалоне BIAS-2018 в г. Манама (Королевство Бахрейн).
В середине 2018 года один самолёт Группы был передан на военную кафедру института МЭИ и был установлен на Красноказарменной улице. Вместе с ним установлены ещё один Су-34 и вертолёт Ми-8.

### 2019 год
В июне 2019 года выполнены полёты в рамках МВТФ «Армия-2019».
28 июля 2019 года группа выполнила демонстрационные полёты над аэродромом Чкаловск на самолётах Су-30СМ морской авиации Балтийского флота.
28 августа 2019 года группа выступила в Улан-Баторе на празднике в честь 80-летия победы в боях на реке Халхин-Гол.
31 августа и 1 сентября 2019 года состоялись демонстрационные полёты на авиасалоне МАКС.
14 сентября 2019 года состоялось показательное выступление пилотажной группы «Русские витязи» в Новороссийске Краснодарского края над мемориальным комплексом «Малая Земля» приуроченное к празднованию 181 годовщины со дня основания города.
28 сентября 2019 года пилотажная группа «Русские витязи» выступила в небе над Олимпийским парком в г. Сочи после проведения квалификации Гран-При «Формулы-1».

### 2021 год
15 мая 2021 года в подмосковной авиабазе Кубинка состоялся большой авиационный праздник, посвященный 30-летию групп высшего пилотажа «Русские витязи» и «Стрижи».
10 июля 2021 года пилотажная группа «Русские витязи» выступила на закрытии Фольклориады-2021 в г. Уфа.
31 августа 2021 года — выступление Русских витязей" в Архангельске, приуроченное 80-летию с момента прихода в Архангельск первого союзного конвоя «Дервиш».
18 сентября 2021 года "Русские витязи выступали в Сургуте и Нижневартовске к большой исторической дате — 300-летию нефтяного дела в России.
с 14 по 18 ноября 2021 года на Международном авиасалоне «DUBAI AIRSHOW 2021» прошло выступление «Русских витязей»

### 2022 год
12 июня 2022 года «Русские витязи» вновь выступили в Сургуте в рамках празднования Дня города.
17 июня 2022 года "Русские витязи" выступили в г. Оренбурге. Выступление посвящено 80-летнему юбилею 18-й военно-транспортной авиационной дивизии.
12 августа 2022 года "Русские Витязи" выполнили демонстрационный полет в обновленном составе над парком "Патриот" в честь 110-летия ВВС России. В состав группы вошли майор Наказный С.Н. и майор Солодников Д.А.
20 августа 2022 года "Русские витязи" выступили на авиашоу в г. Тамбове. Выступление посвящено 77-летию Победы в Великой Отечественной войне, 85-летию образования Тамбовской области, Дню города Тамбова, Дню воздушного флота России.

### 2023 год
24-27 мая 2023 года "Русские Витязи" приняли участие в 16-й Международной морской и аэрокосмической выставке LIMA-23, в Лангавки (Малайзии).
17 июня 2023 года в Ярославле прошли праздничные мероприятия в честь 60-летия со дня первого полета в космос Валентины Терешковой, в которых "Русские Витязи" приняли участия с демонстрационным полетом над Волжской набережной.
10 августа 2023 свершилось два исторических события для нашей авиации, самолет Су-35С под управлением летчиков АГВП "Русские Витязи" преодолели рубеж Северного полюса, в рамках задачи по сопровождению стратегической авиации ВКС России. Общая длинна маршрута составила более 4300км., а продолжительность полета 5 часов 41 минута. Состав группы: п-к Алексеев А.А., п-к Ерофеев О.И., п/п-к Щеглов С.В. и м-р Наказный С.Н.
13-17 ноября 2023 года "Русские Витязи" приняли участие в международном авиакосмическом салоне Dubai Airshow
6-8 декабря 2023 года летчики "Русских Витязей" выполняли ответственную задачу по сопровождению литерного борта Верховного Главнокомандующего России В.В. Путина, в рамках его визита в ОАЭ и Саудовскую Аравию. Полет проходил над нейтральными водами Каспийского моря, Ираном и Персидским заливом. Посадки выполнялись на аэродромах Абу-Даби (ОАЭ) и Эр-Рияд (Саудовская Аравия). Особенность этой задачи заключалась в том, что сопровождение выполнялось на самолетах Су-35С с полной боевой загрузкой в воздушном пространстве зарубежных стран.

### 2024 год
20 января 2024 года "Русские Витязи" выполнили проход над Великим Новгородом в рамках праздничных мероприятий 80-й годовщины освобождения города от немецко-фашистских захватчиков.
9 июня 2024 года "Русские Витязи" выполнили демонстрационный полет в составе шести истребителей Су-35С в преддверии 430-летия города Сургут.
19-23 июня 2024 года "Русские Витязи" приняли участие в Международном военно-морском салоне "Флот-2024", в г. Санкт-Петербурге.
3 июля 2024 года "Русские Витязи" и "Стрижи" впервые приняли участие в воздушном параде в Минске, в честь Дня независимости Республики Беларусь.
28 июля 2024 года в городе Новосибирске, "Русские Витязи" приняли участие в авиационном празднике посвященному поддержке вооружённых сил страны, 120-летию со дня рождения лётчика-испытателя В. П. Чкалова, 110-летию ПВО России и 95-летию гражданской авиации Западной Сибири. 
24 августа 2024 года "Русские витязи" выступили в г. Иркутске. Выступление было посвящено 90-летию Иркутского авиационного завода.
25 августа 2024 года авиационная группа высшего пилотажа Военно-воздушных сил России «Русские Витязи» выступила в Улан-Удэ. Демонстрационные полёты устроили в честь 85-летия Улан-Удэнского авиационного завода.
31 августа 2024 года "Русские витязи" выступили в Барнауле в рамках празднования дня города.

### 2025 год
26 апреля 2025 года "Русские Витязи" выступили во Идрице, Псковская область.
9 мая 2025 года "Русские Витязи" выполнила торжественный проход над Красной площадью в честь 80-летия Великой Победы совместно со "Стрижами" в составе "Кубинского бриллианта".
20-24 мая "Русские Витязи" приняли участие в Международной морской и аэрокосмической выставке LIMA-25 в Лангкави (Малайзия).

## Текущий состав группы

Личный состав АГВП &quot;Русские Витязи&quot;
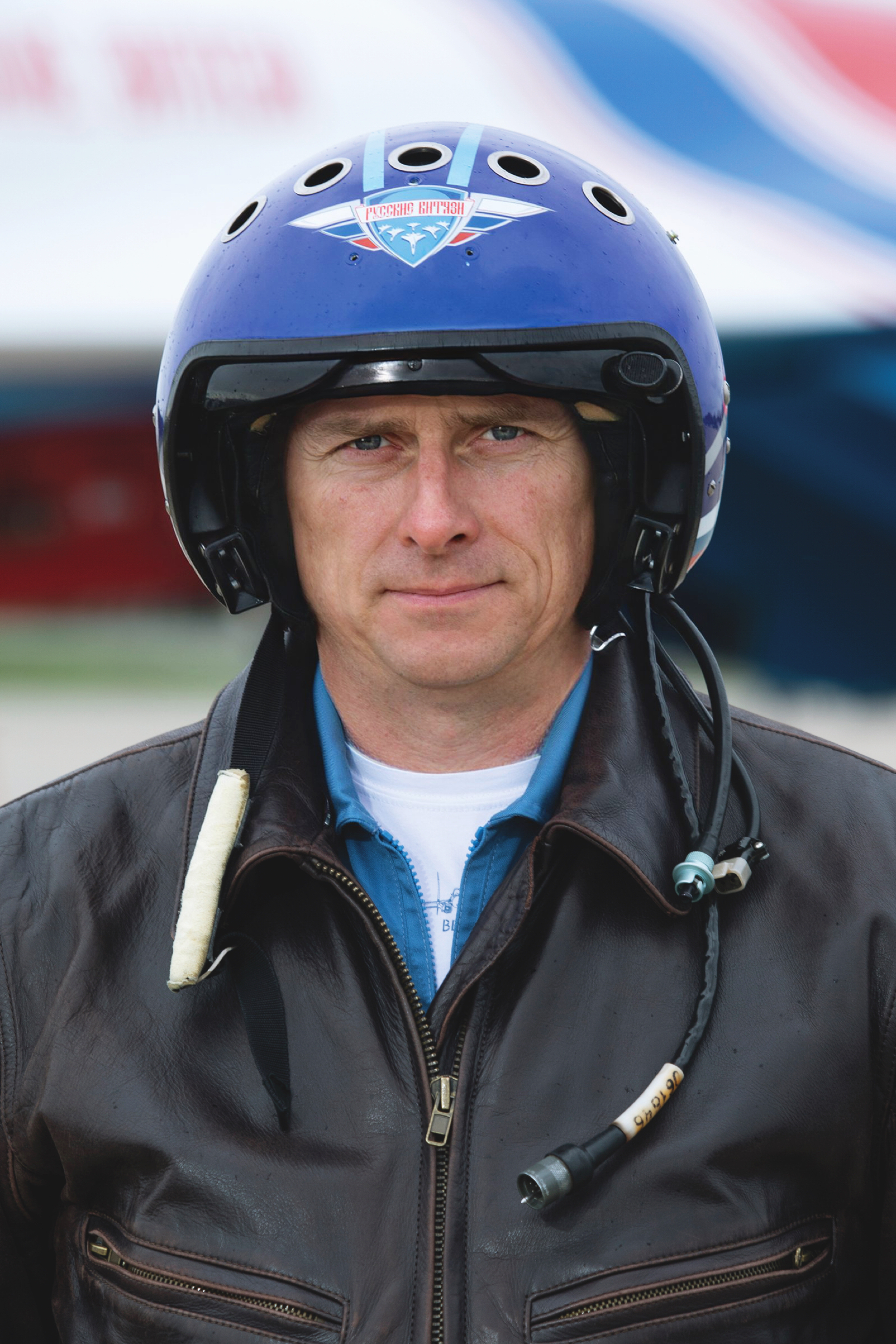
Алексеев А. А. гвардии полковник
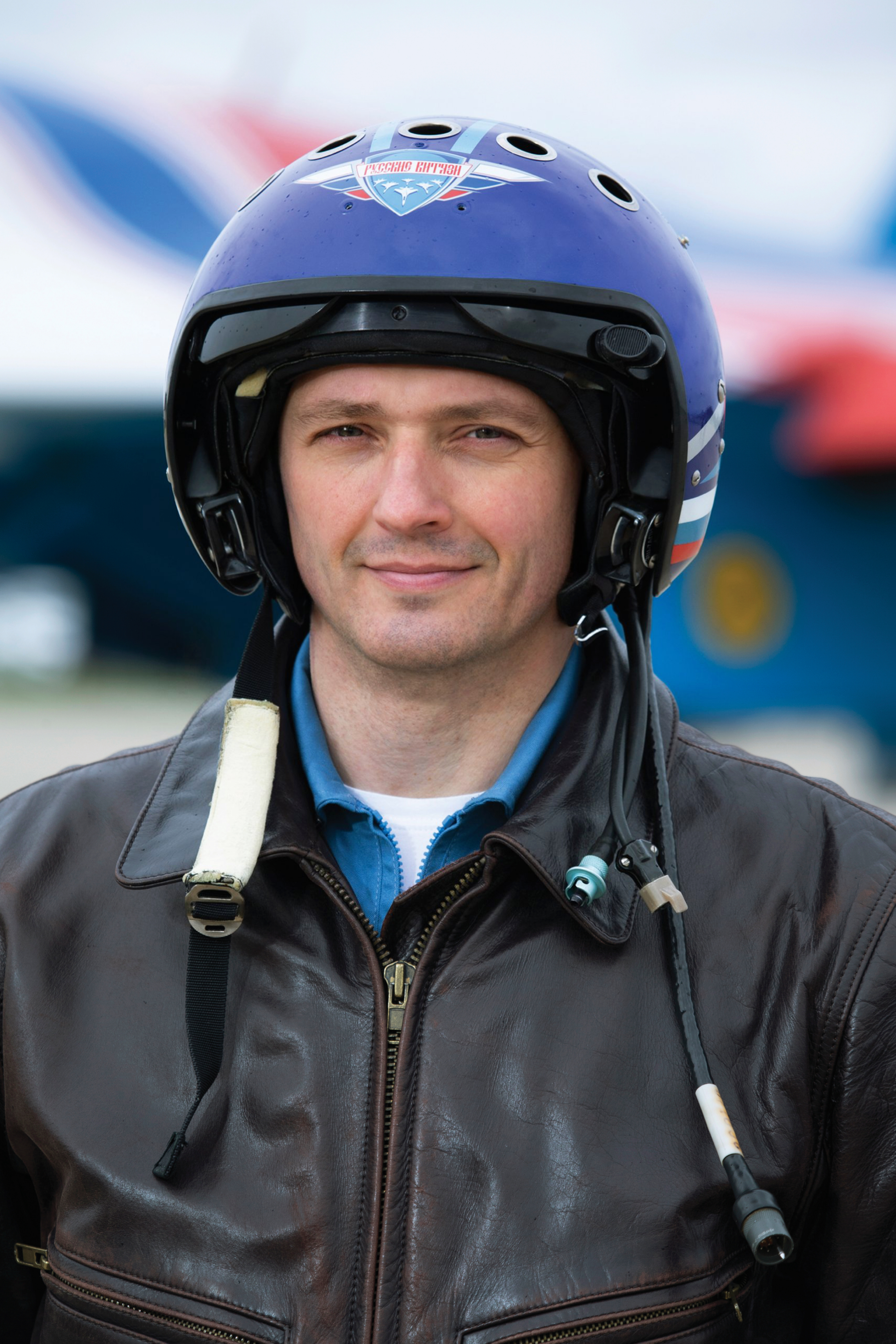
Ерофеев О. И. гвардии полковник
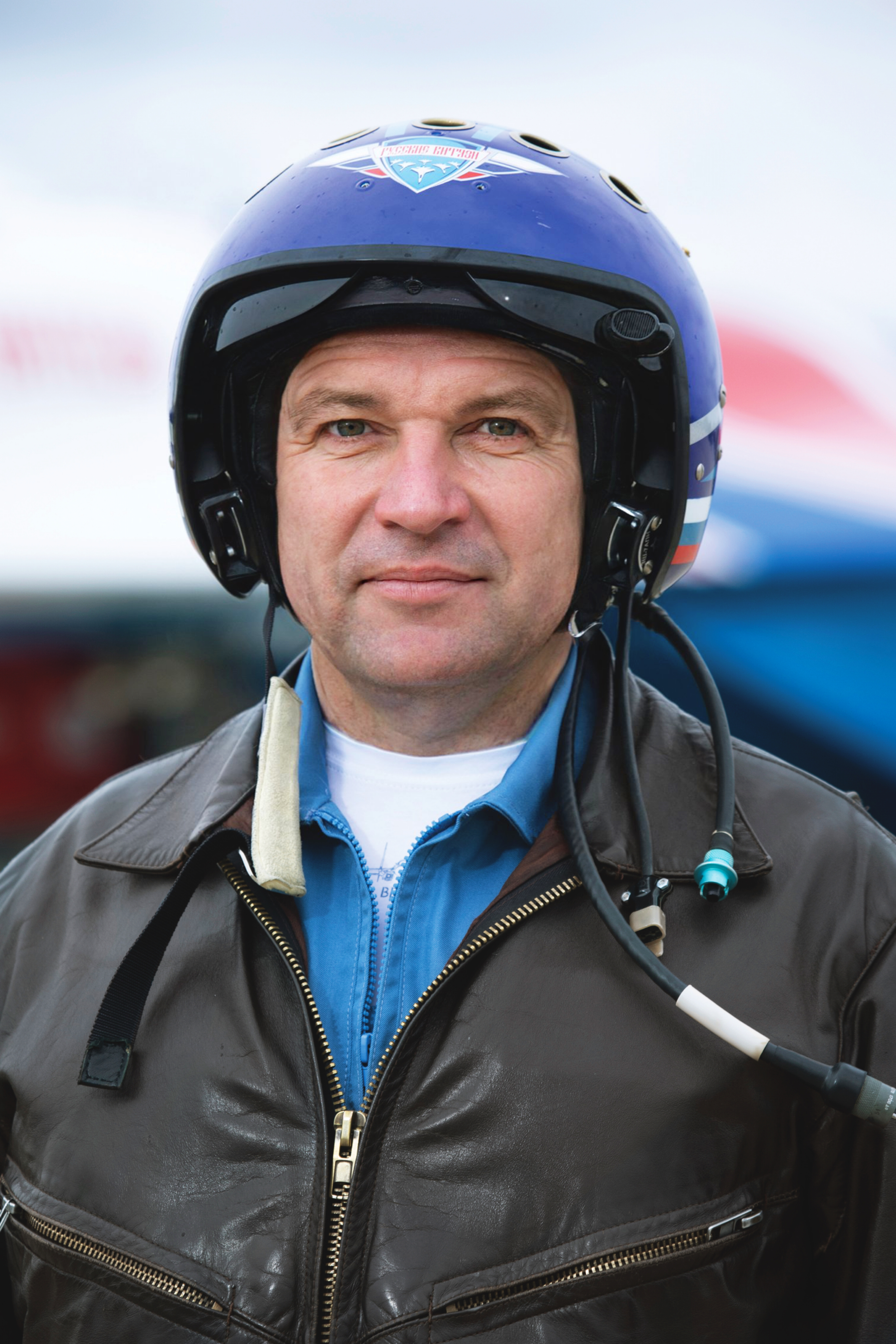
Щеглов С. В. гвардии подполковник
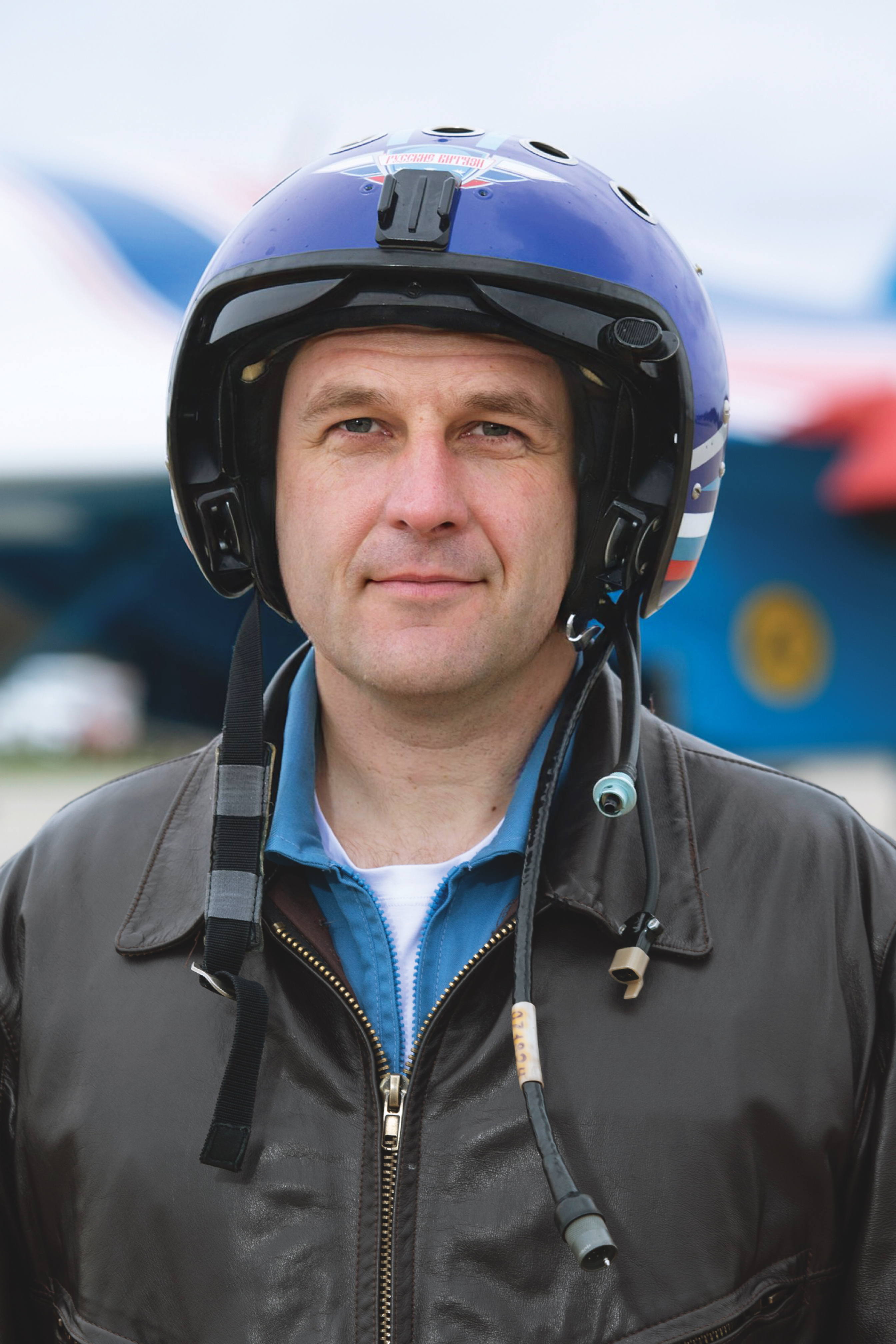
Кочетов В.Г. гвардии подполковник
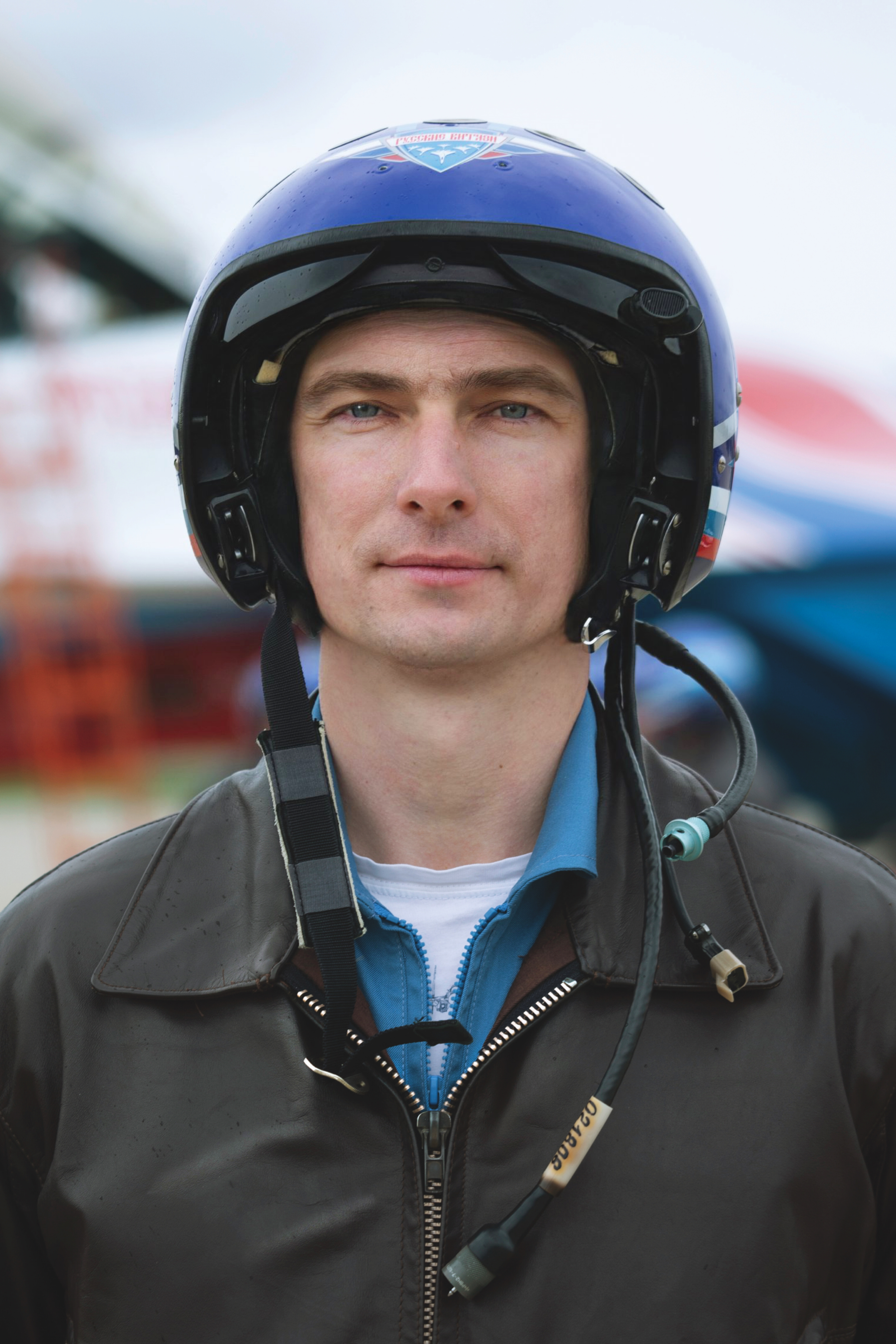
Стрижак С.А. гвардии подполковник
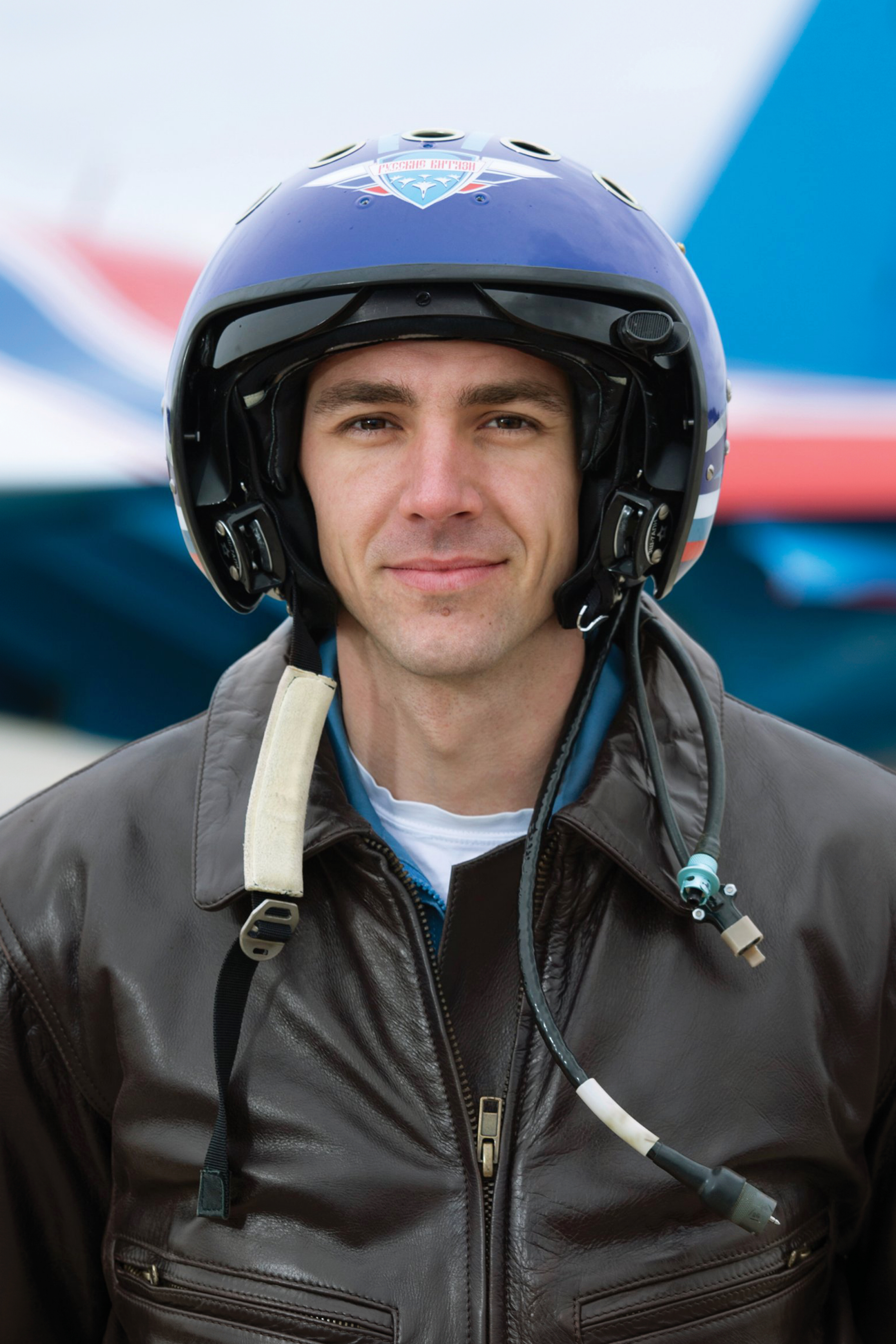
Наказный С.Н. гвардии майор
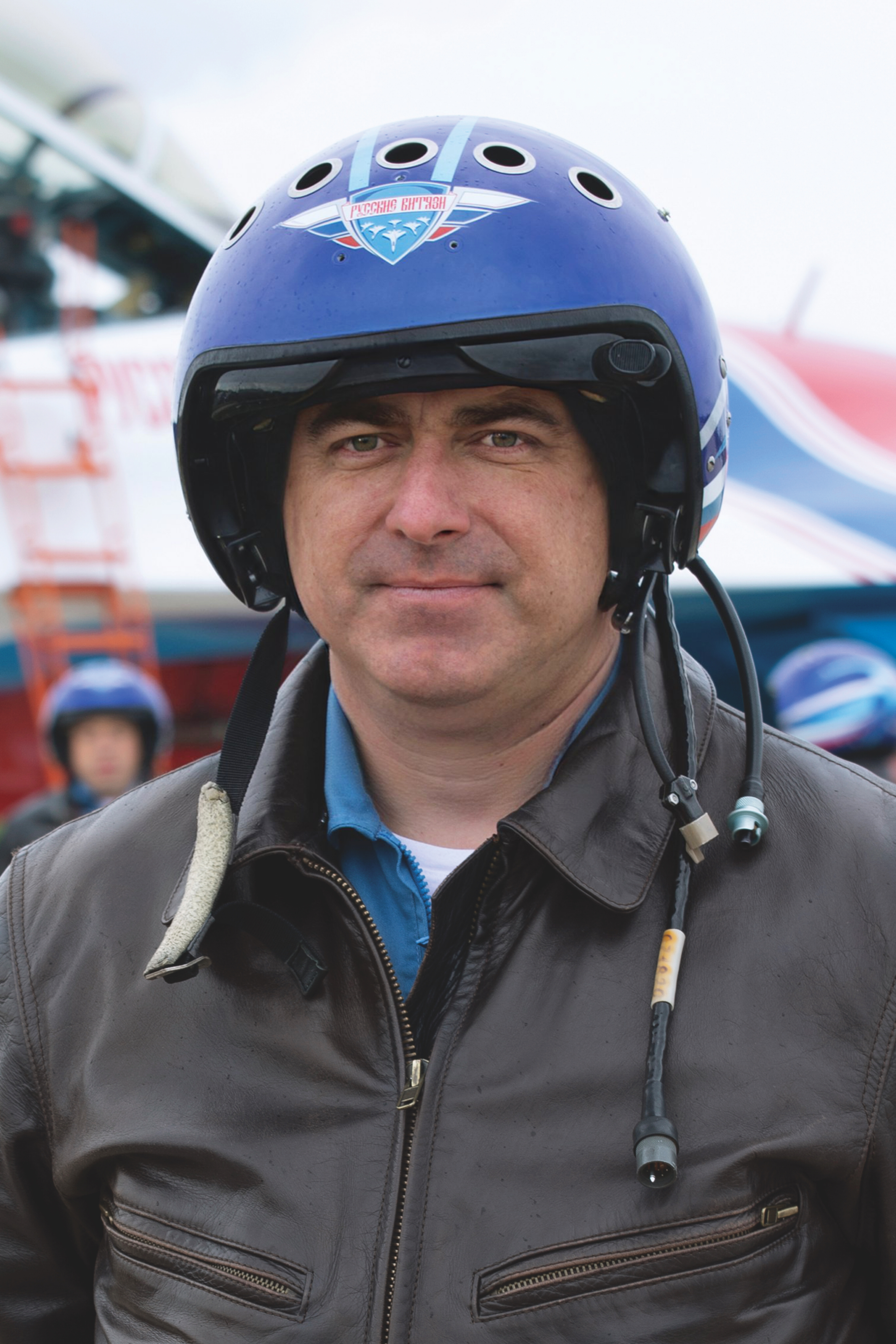
Ивашкин А.А. гвардии майор
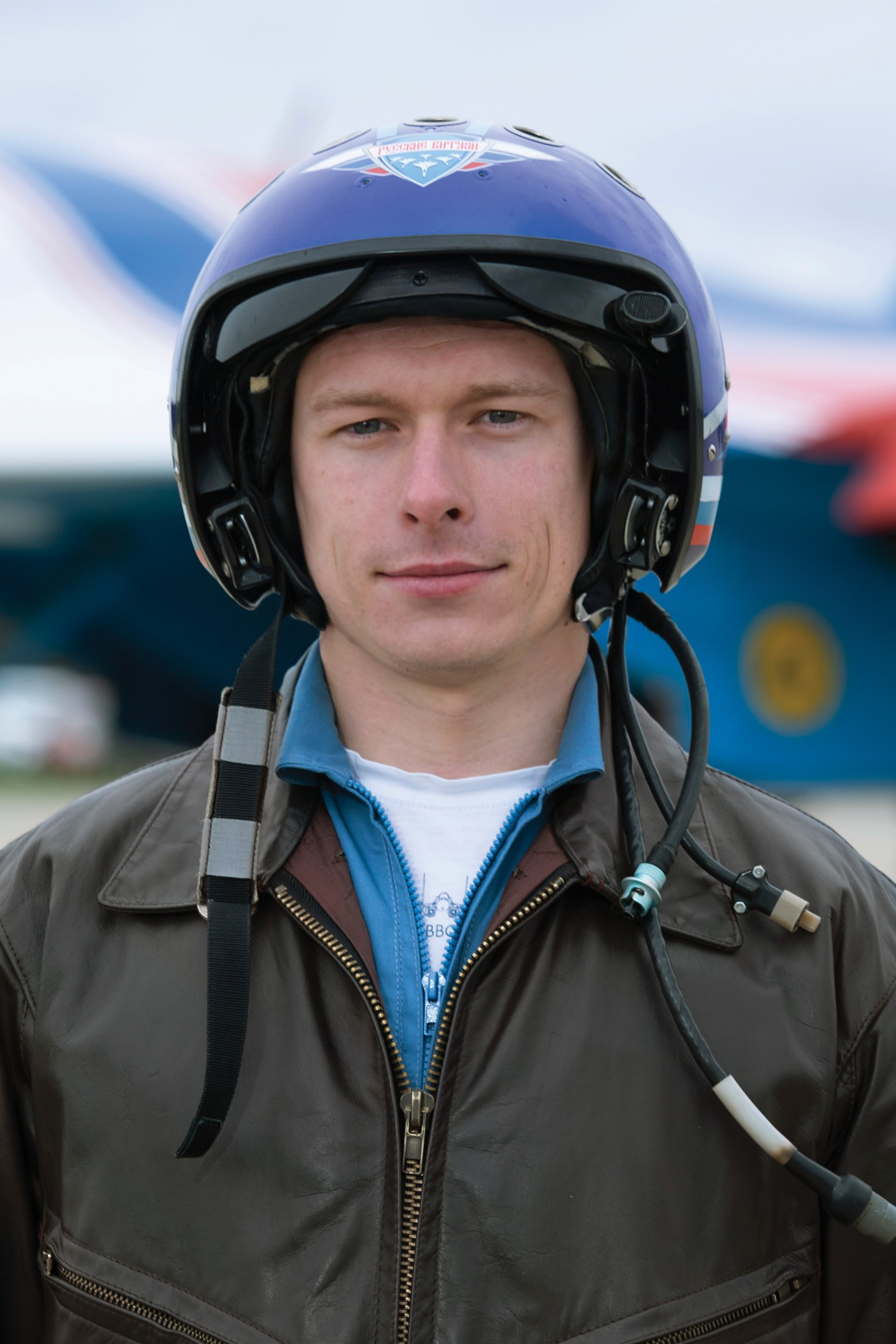
Солодников Д.А. гвардии майор

- Гвардии полковник Алексеев Андрей Анатольевич — военный лётчик-снайпер, Заслуженный военный лётчик России, Командир ЦПАТ с 1 ноября 2017 года. Ведущий АГВП «Русские витязи» и смешанного строя "Кубинский бриллиант". Проходит службу в Кубинке с 1998 года, в состав группы вошел в 2003 году. Имеет общий налёт 4200 часов на самолётах Як-52, Л-39, МиГ-29, Су-27, Су-30СМ, Су-35С, Су-57.[46]
- Гвардии полковник Ерофеев Олег Иванович — военный лётчик-снайпер, Заслуженный военный лётчик России, проходит службу в Кубинке с 1998 года, в состав группы вошел в 2003 году. Имеет общий налёт 3900 часов на самолётах Су-27, Л-39, МиГ-29, Як-52, Су-30СМ, Су-35С. Заместитель командира ЦПАТ.[47]
- Гвардии подполковник Щеглов Сергей Владимирович — командир АГВП «Русские витязи», военный лётчик-снайпер, в Кубинке с 2003 года, в состав группы вошел в 2010 году. Имеет общий налёт 3300 часов на Л-39, МиГ-29, Су-27, Як-52, Су-30СМ, Су-35С.[48]
- Гвардии подполковник Кочетов Владимир Геннадьевич — военный лётчик 1 класса, инспектор службы безопасности полётов ЦПАТ. В Кубинке с 2010 года, в составе группы с 2014. За время прохождения службы освоил самолёты: Л-39, МиГ-29, Су-27, Су-30СМ, Су-35С. Налетал на данных типах самолётов 2800 часов.[49]
- Гвардии подполковник Стрижак Сергей Александрович — военный лётчик первого класса, в ЦПАТ с 2017 года, в основном составе группы с 2020. За время прохождения службы освоил самолёты: Л-39, МиГ-29, Су-27, Су-27СМ, Су-30, Су-30СМ, Су-35С. Налетал на данных типах самолётов 2100 часов.[50]
- Гвардии майор Ивашкин Александр Алексеевич — военный лётчик первого класса, начальник Воздушно-огневой и тактической подготовки, в ЦПАТ с 2017 года, в основном составе группы с 2020. За время прохождения службы освоил самолёты: Л-39, МиГ-29, МиГ-29СМТ, Су-30СМ, Су-35С. Налетал на данных типах самолётов 2400 часов
- Гвардии майор Наказный Сергей Николаевич— военный лётчик первого класса, заместитель командира АГВП «Русские витязи», в ЦПАТ с 2018 года, в основном составе группы с 2022. За время прохождения службы освоил самолёты: Л-39, Су-30СМ, Су-35С. Налетал на данных типах самолётов 2000 часов.
- Гвардии майор Солодников Даниил Александрович — военный лётчик первого класса, командир звена АГВП «Русские витязи», в ЦПАТ с 2012 года, в основном составе группы с 2022. За время прохождения службы освоил самолёты: Л-39, Су-25, Су-27, Су-30СМ, Су-35С. Налетал на данных типах самолётов 1900 часов.
- Гвардии майор Щеглов Александр Юрьевич — военный лётчик первого класса, командир звена АГВП «Русские витязи», в ЦПАТ с 2022 года, в основном составе группы с 2025. За время прохождения службы освоил самолёты: Л-39, Су-30СМ, Су-35С. Налетал на данных типах самолётов 2000 часов.

См. также категорию: Лётчики пилотажной группы «Русские Витязи»

## Факты

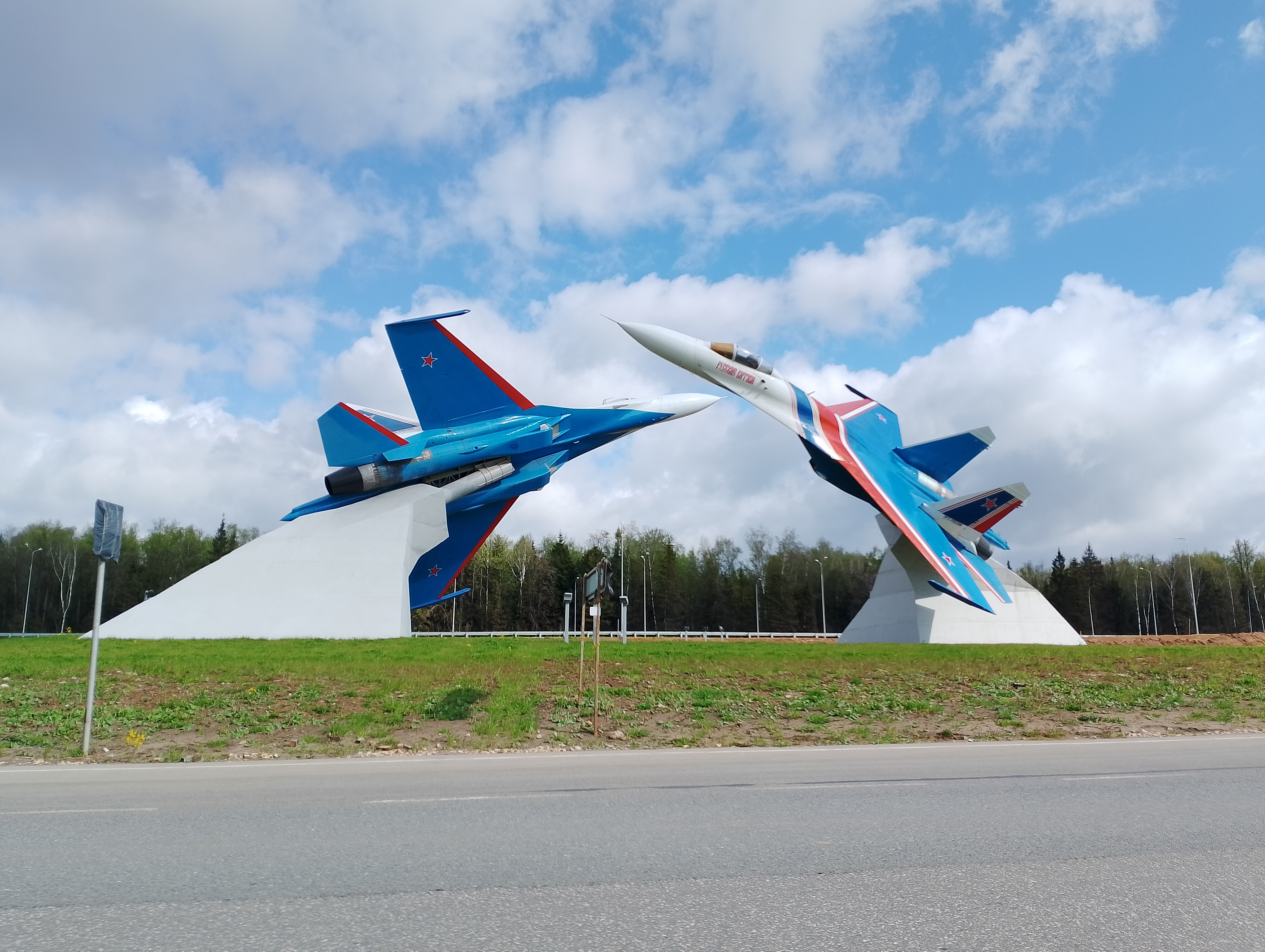
Памятник авиагруппе «Русские витязи» на трассе М-1 «Беларусь» в Кубинке

- Первоначально авиационная группа получила название «Голубые Молнии», однако, позднее выяснилось, что пилотажная группа ВВС Японии называется «Blue Impulse», и, чтобы избежать созвучия, решили переименовать эскадрилью в «Русских витязей», а изготовленные шевроны со старым названием пустили на сувениры[51][неавторитетный источник].
- В 2004 году в комплекс показов был включён совместный полёт пилотажных групп «Русские витязи» и «Стрижи» в составе девяти самолётов (5 Су-27 и 4 МиГ-29) в строю «ромб» с выполнением полного комплекса фигур высшего пилотажа. Этот факт является мировым рекордом в истории авиации[52].
- В 2021 году Почта России выпустила сцепку, посвященную пилотажным группам «Русские витязи» и «Стрижи»[53].

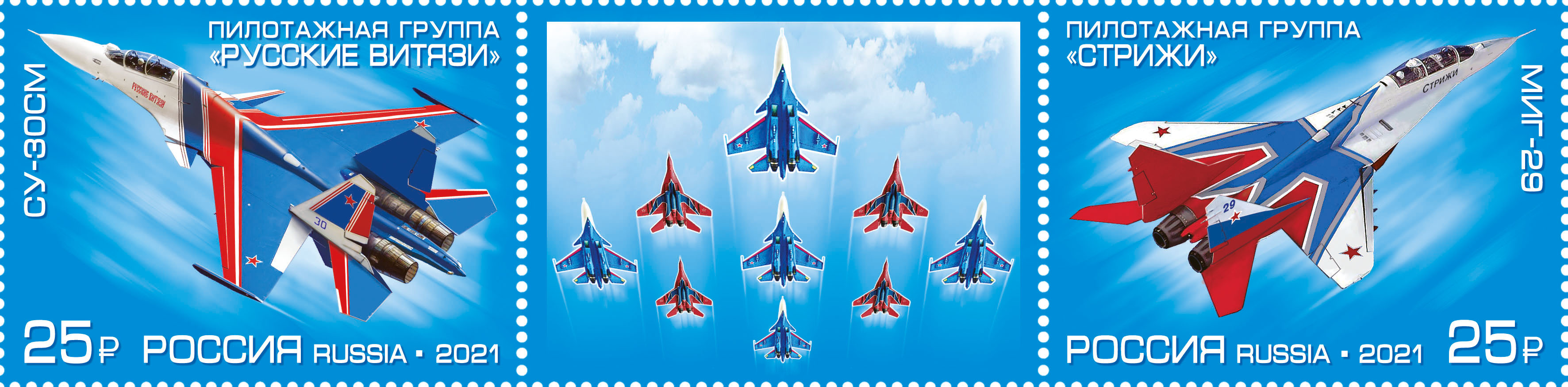
Пилотажные группы «Русские витязи» и «Стрижи» на сцепке России 2021 года

- Весной 2023 года на 55-м километре федеральной трассы М-1 «Беларусь» был открыт авиапамятник в виде пары выведенных из боевого состава пилотажной группы «Русские Витязи» истребителей Су-27 на постаментах. Самолеты как бы демонстрируют один из наиболее сложных элементов выступления — «встречный роспуск»[54].

## Галерея

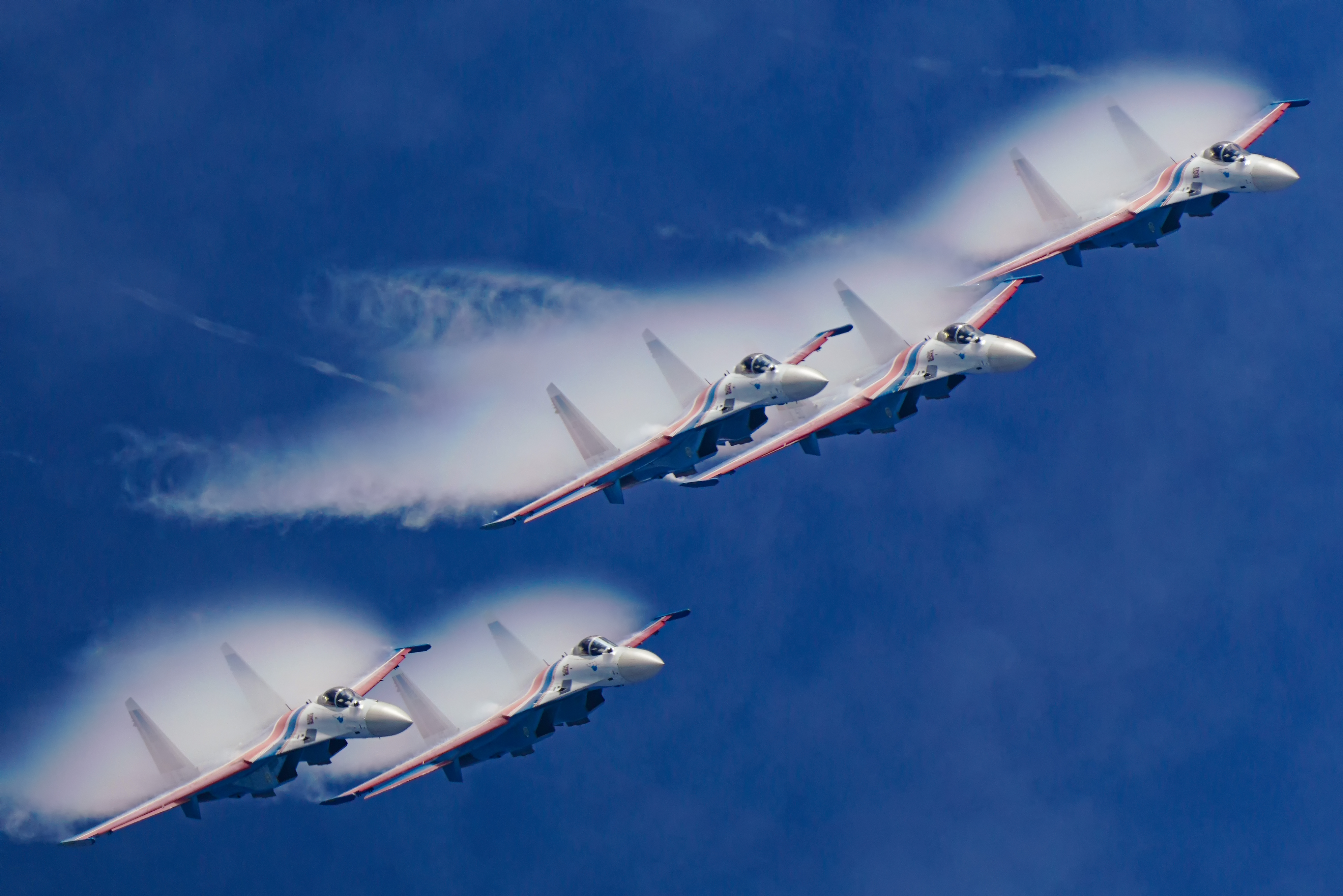
"Русские Витязи" на Air Show China 2024
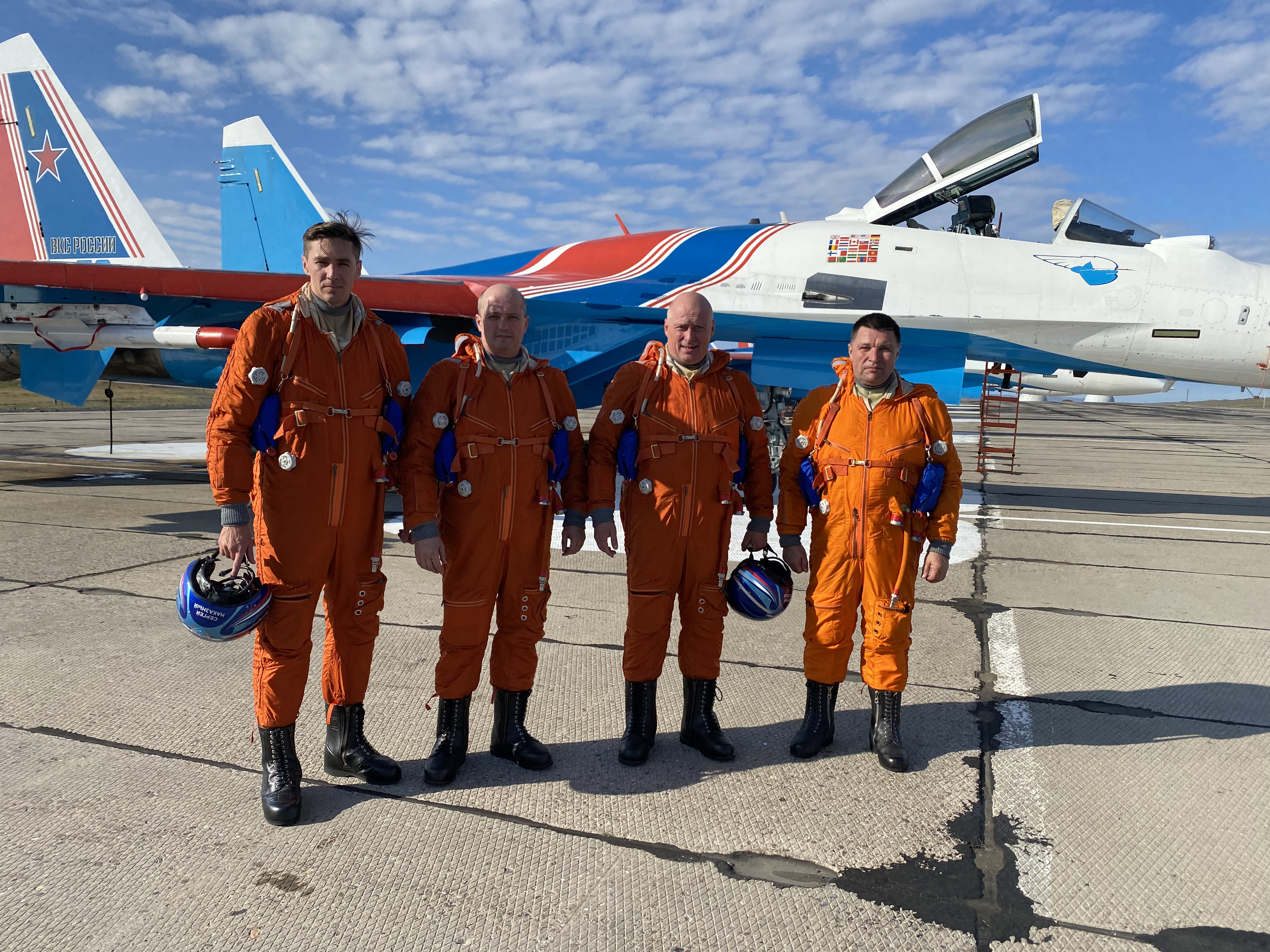
Летчики "Русских Витязей" после полета на Северный полюс.
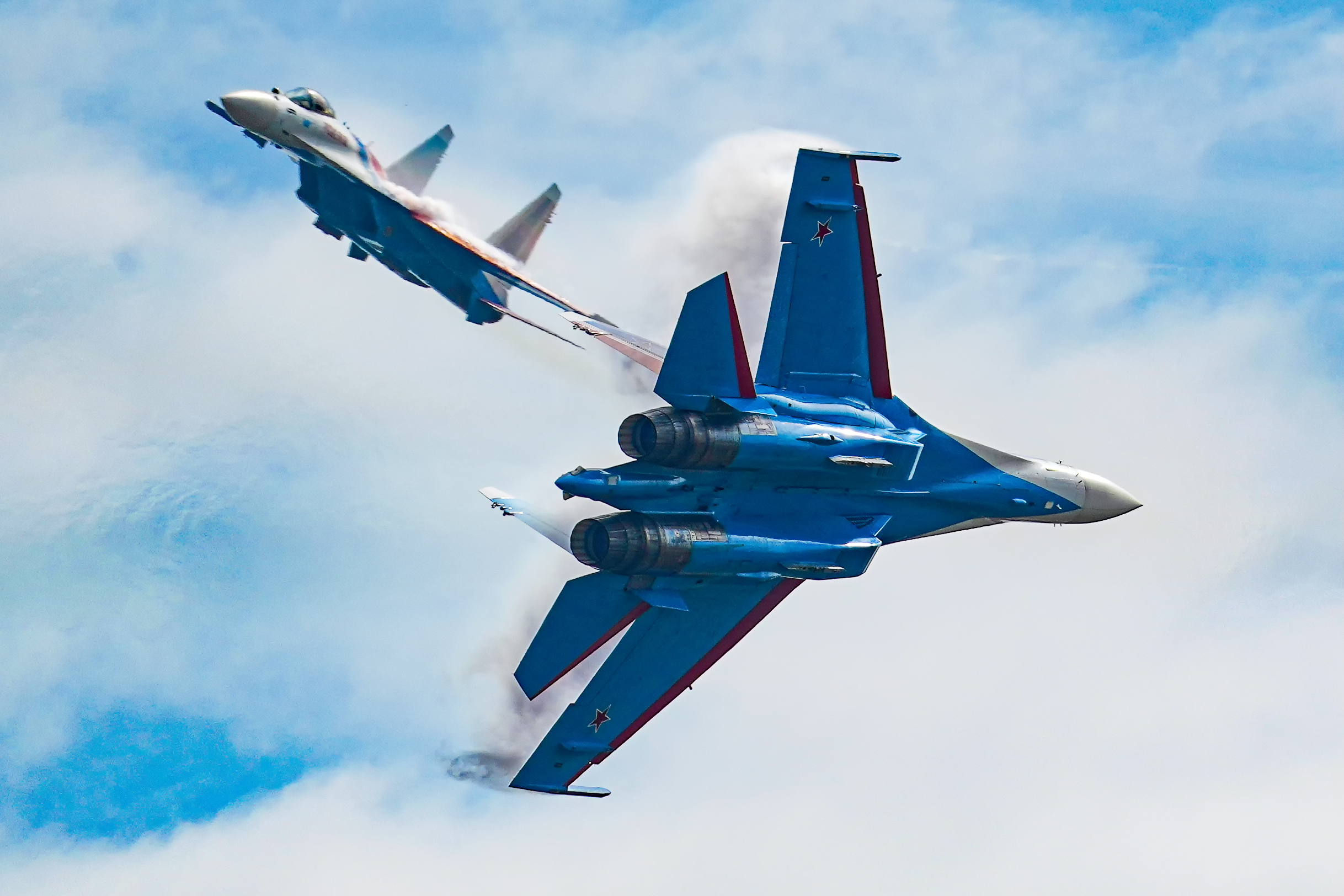
Встречный пилотаж Алексеева А.А. и Ерофеева О.И.
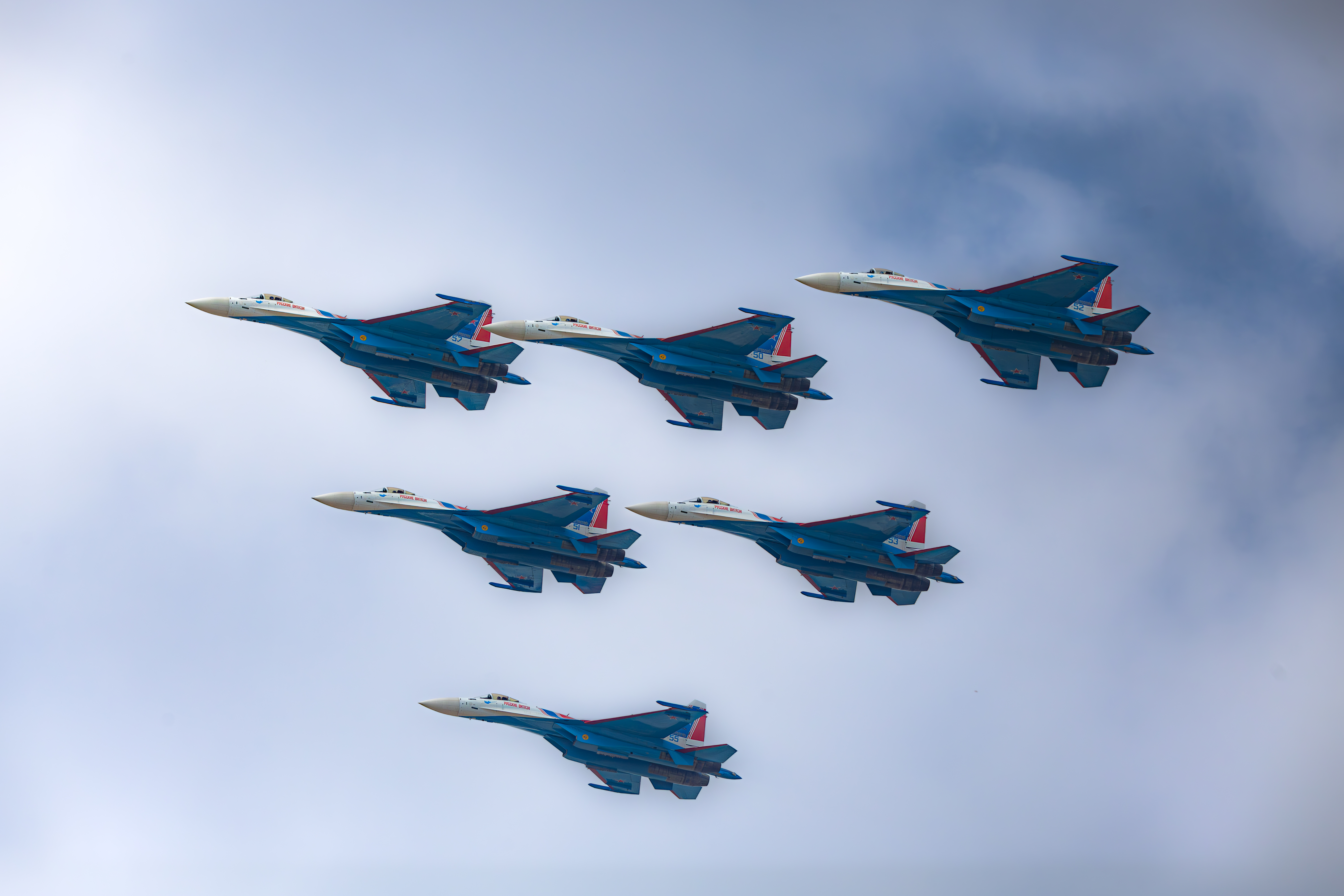
Шестерка Су-35С АГВП "Русские Витзяи"
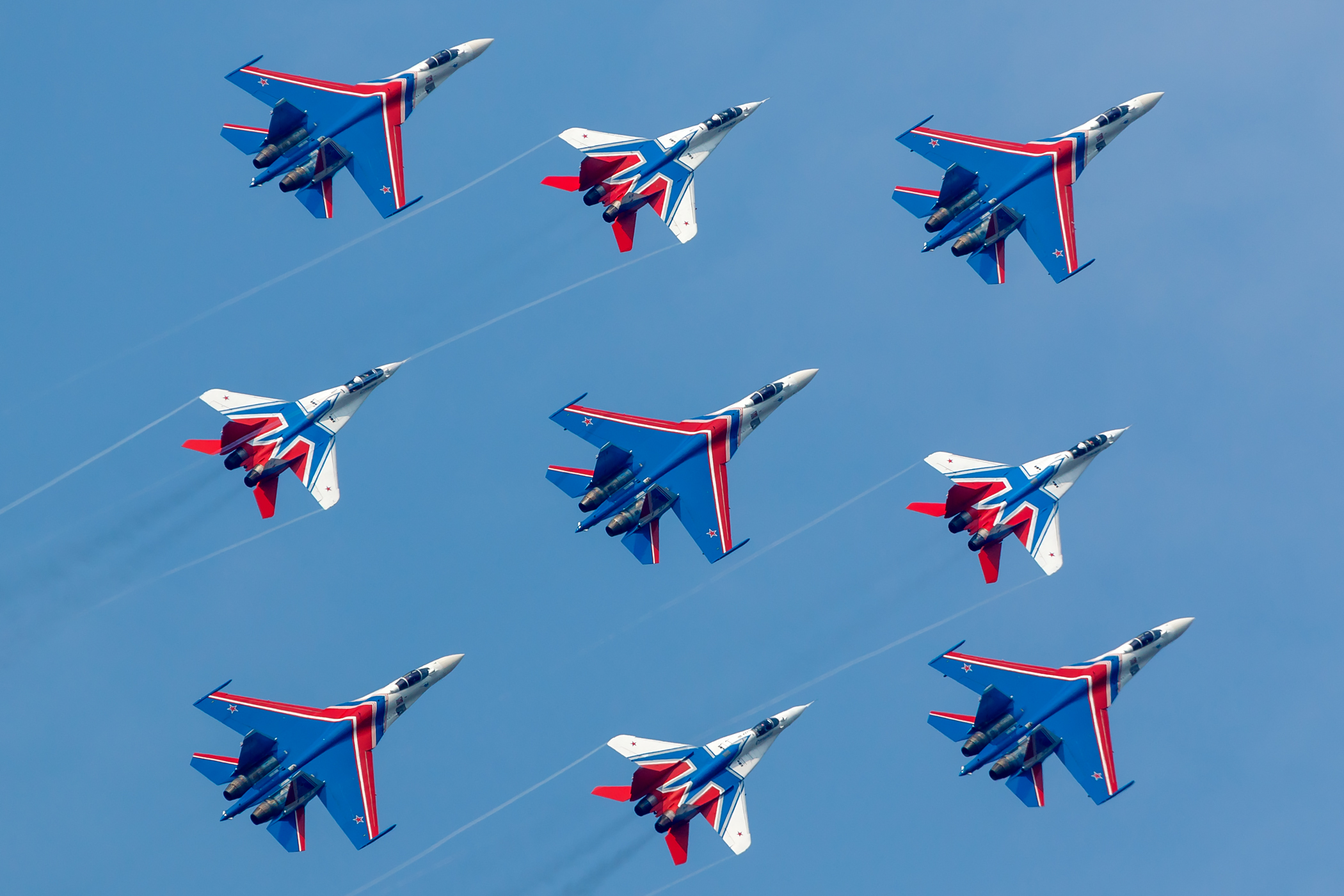
"Кубинский бриллиант" Су-35С и МиГ-29
"Русские Витязи" в Иркутске
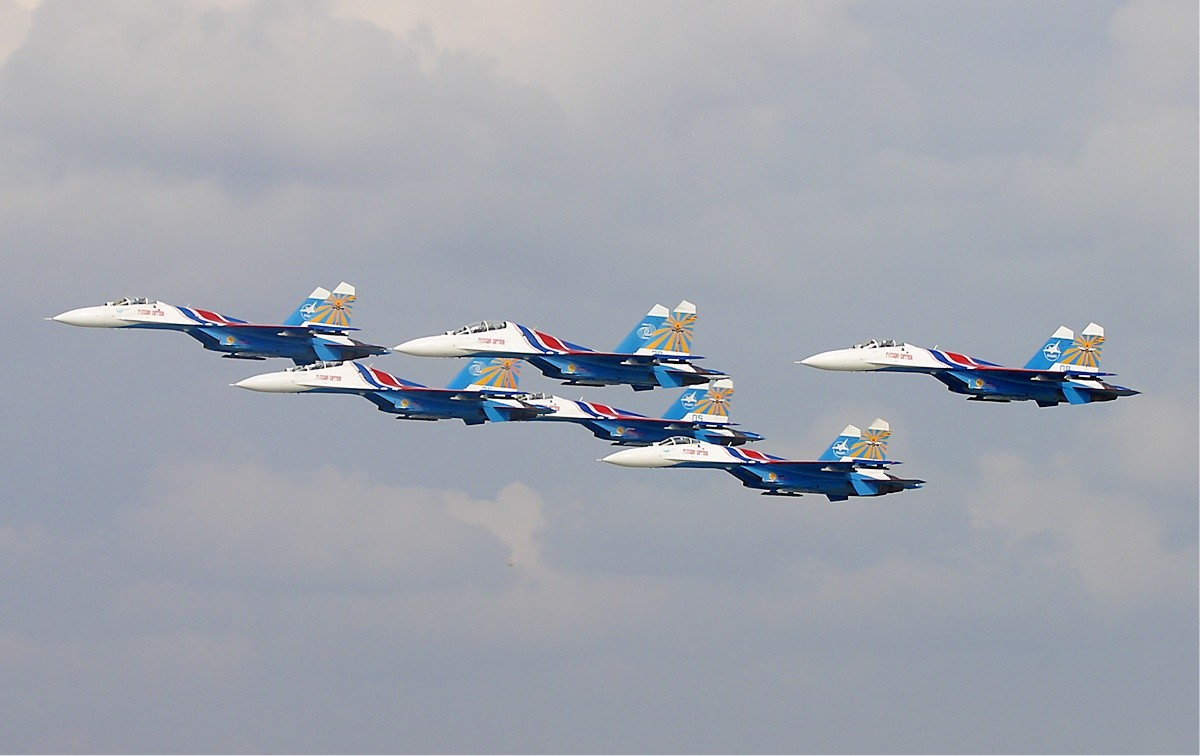
«Русские витязи» на МАКС-2003
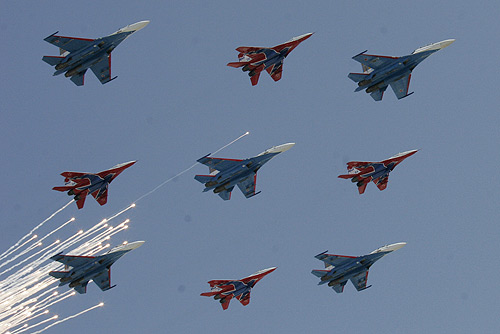
«Русские витязи» и «Стрижи» над Красной Площадью в Москве 9 мая 2009 года
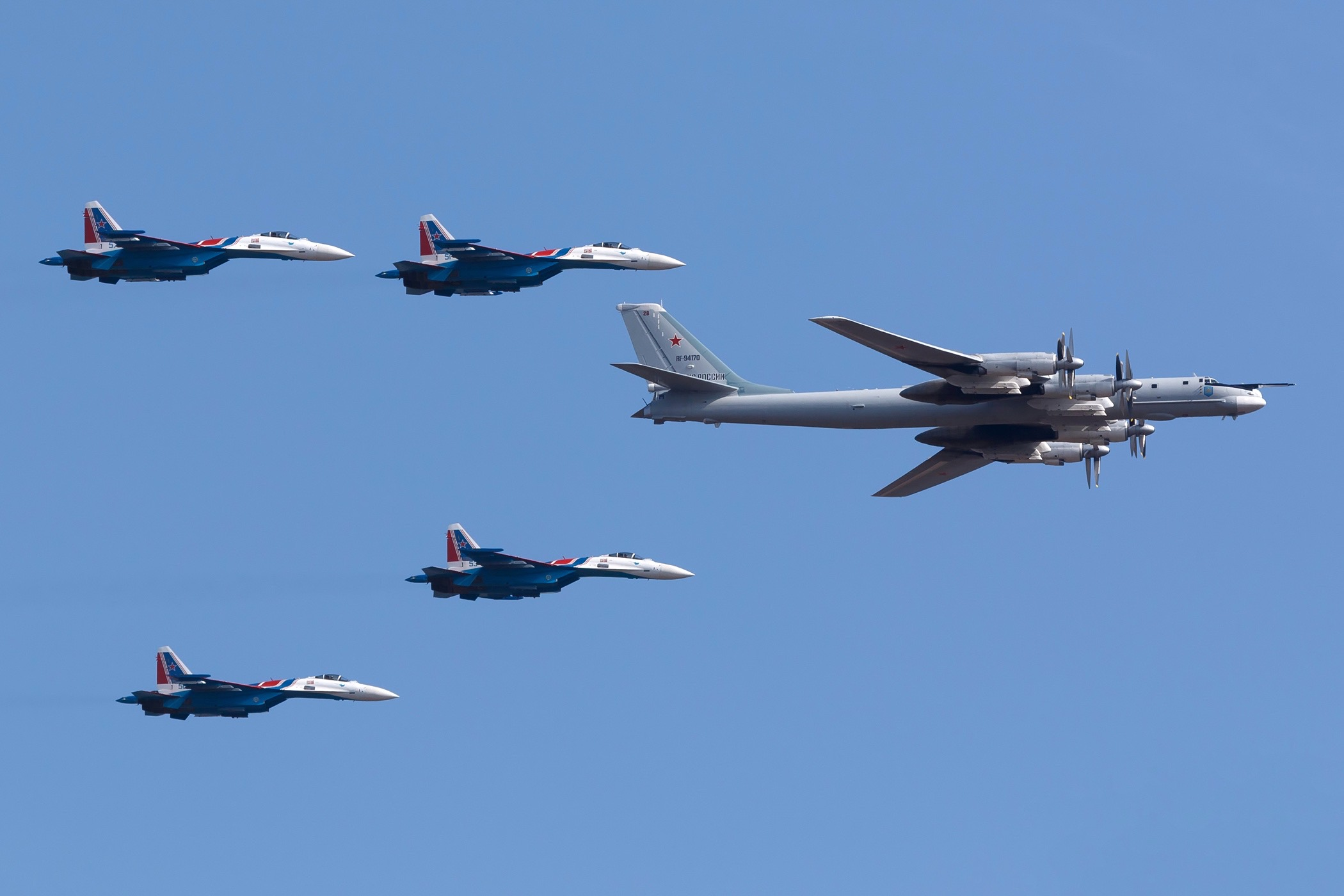
Совместный строй Су-35С "Русских Витязей" и Ту-95МС
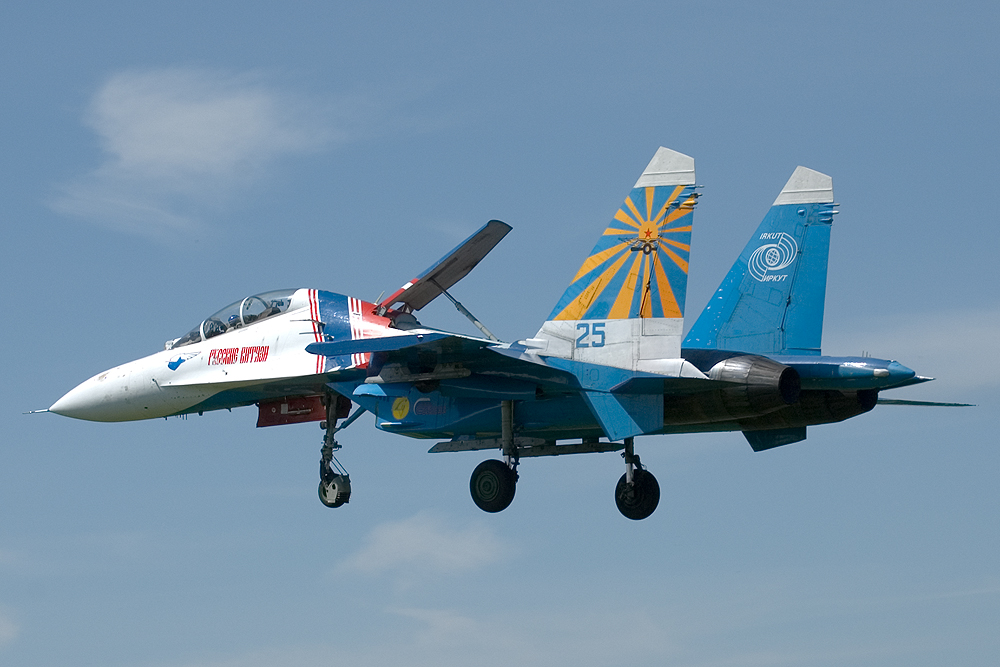
Су-27УБ в полёте
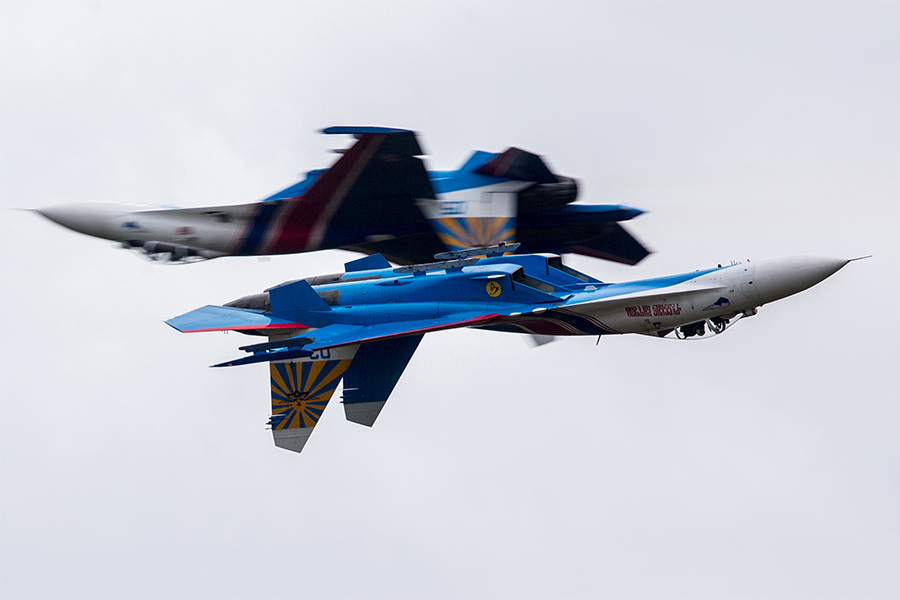
Выступление на МВТФ «Армия-2016»
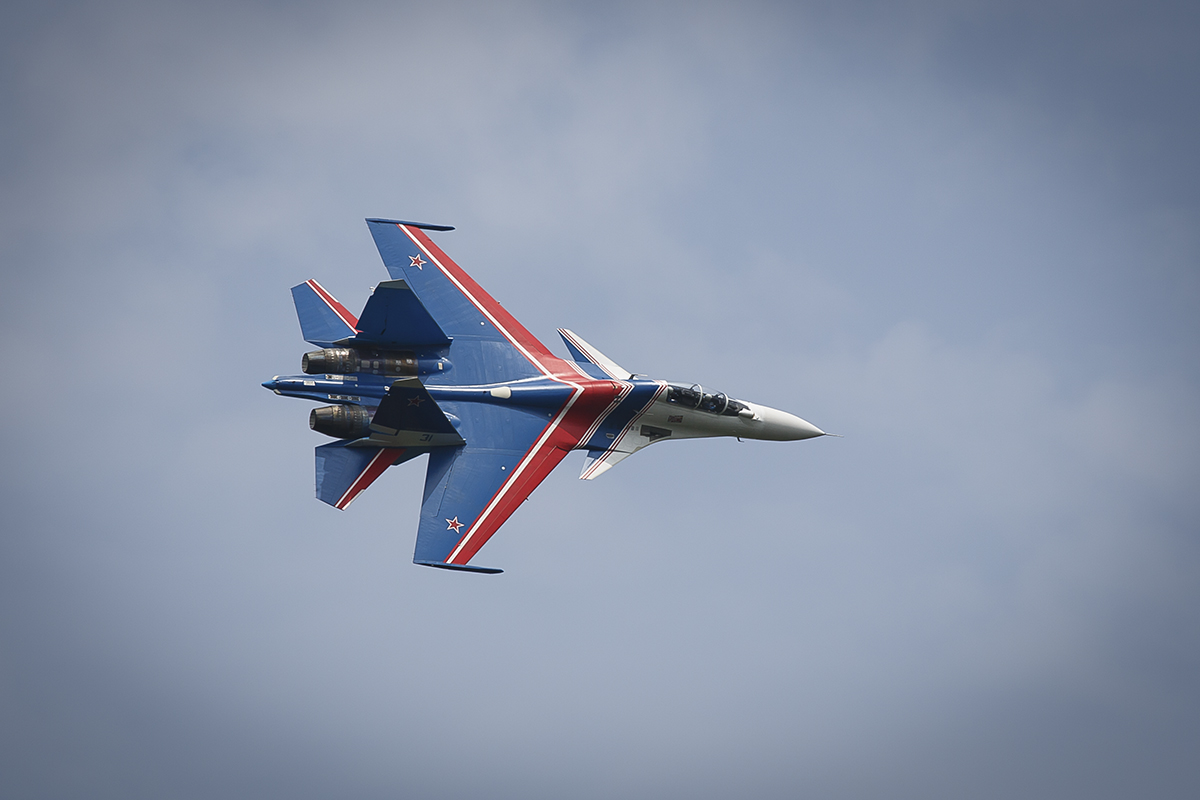
Су-30СМ в Белгороде. 2017 год.
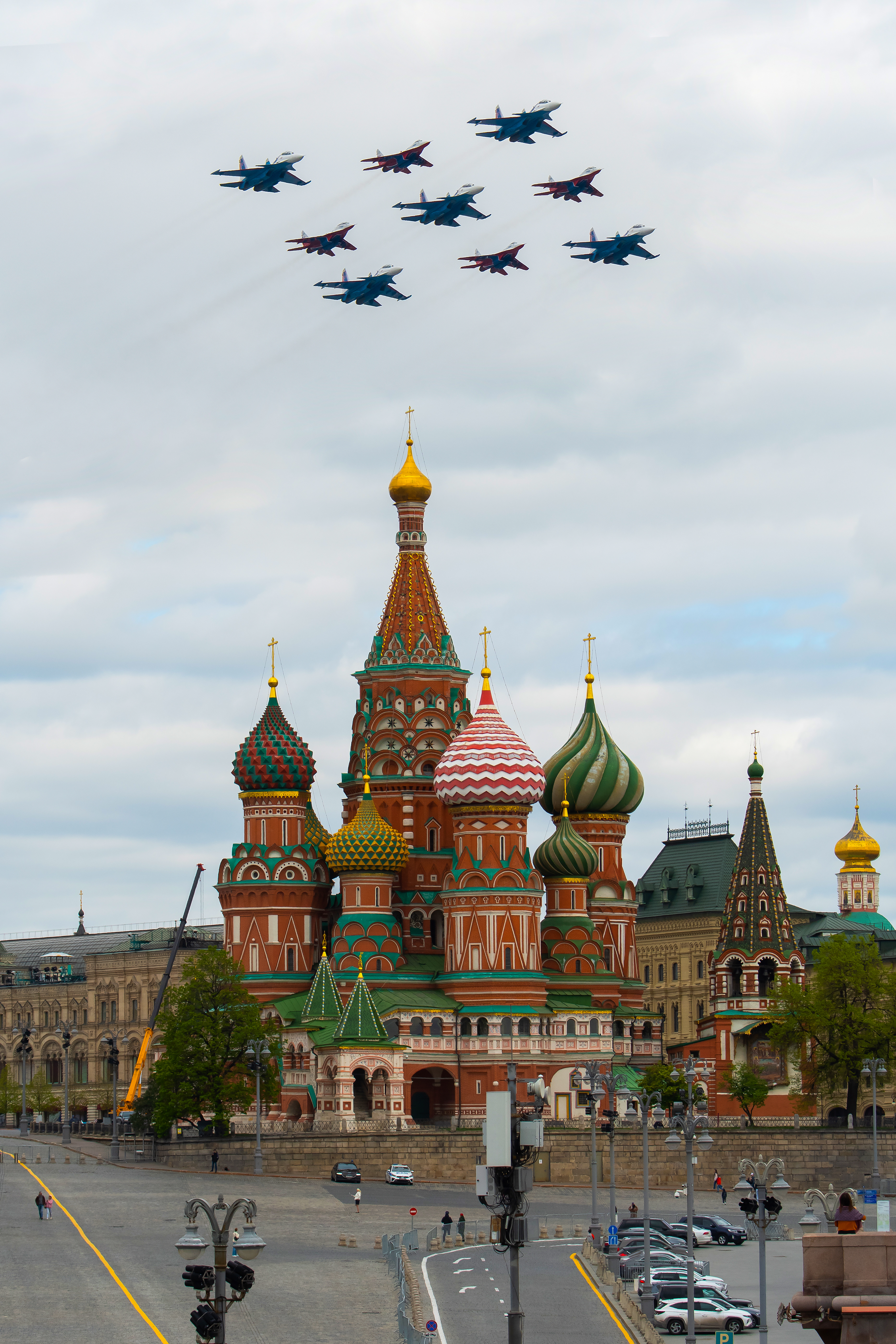
"Кубинский бриллиант" 9 мая 2024
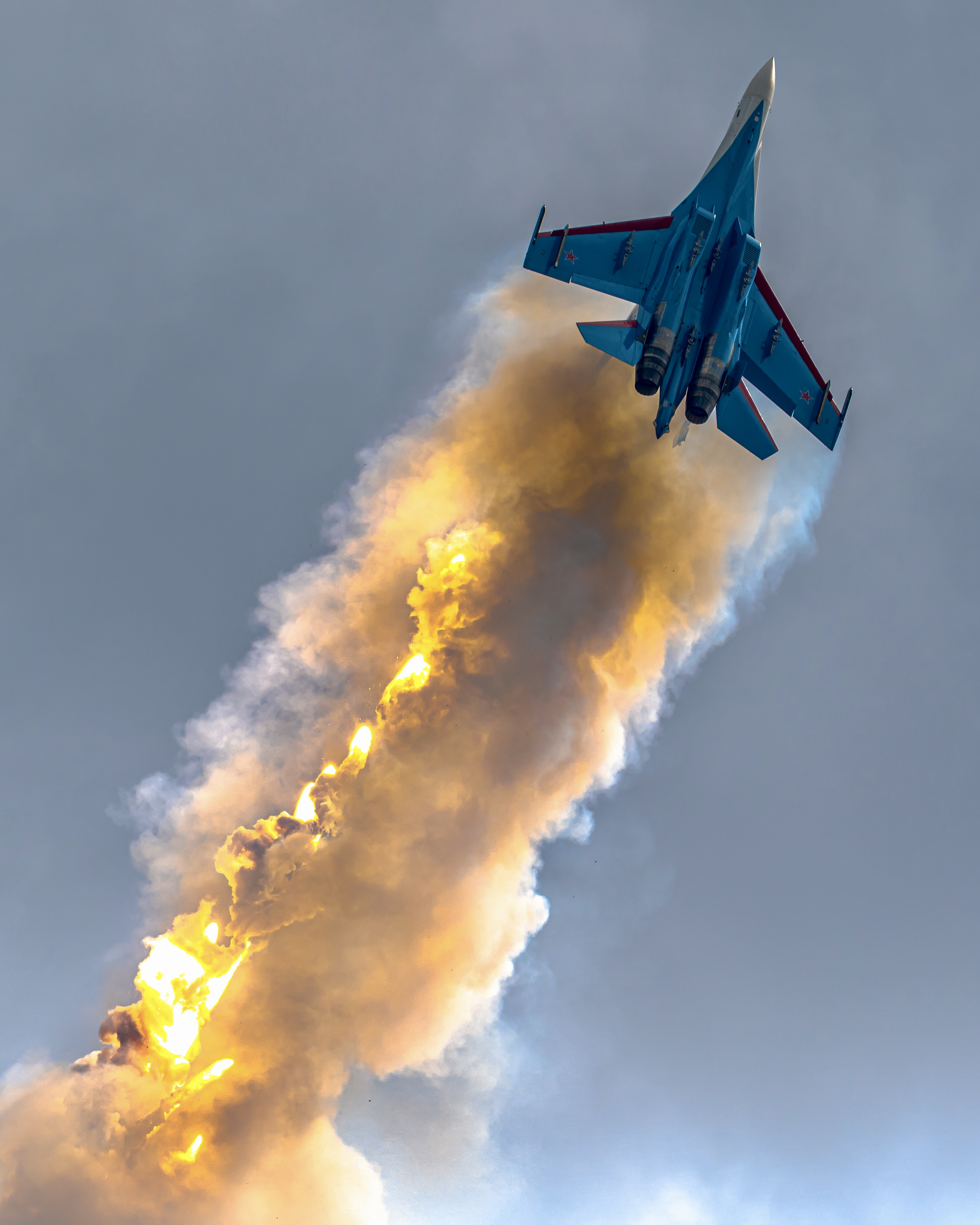
Отстрел ППИ Су-35С

### Видео
- Видеофрагменты выступлений пилотажной группы «Русские витязи» (видео)
- VK Видео
- «Русские витязи»